# Лионел Меси
Лионел Андрес Меси (шп. Lionel Andrés Messi; Росарио, 24. јун 1987) аргентински је фудбалер, који игра на позицији нападача. Тренутно наступа за амерички клуб Интер Мајами и репрезентацију Аргентине, гдје је и капитен. Сматра се најбољим фудбалером на свијету, а од стране многих означен је као један од најбољих фудбалера свих времена. Освојио је рекордних осам пута Златну лопту, рекордних седам пута награду за најбољег фудбалера коју додјељује ФИФА, рекордних шест пута златну копачку, а 2020. именован је у идеални тим свих времена. Године 2023. постао је фудбалер који је освојио највише трофеја у историји. Све до љета 2021. године, цијелу каријеру је провео у Барселони, гдје је освојио рекордних 35 трофеја, од чега десет пута Ла лигу, седам пута Куп краља, осам пута Суперкуп Шпаније и четири пута Лигу шампиона. Рекордер је по броју постигнутих голова у Ла лиги, као и по броју асистенција и хет-трикова, по броју хет-трикова у Лиги шампиона, као и по броју голова у једној сезони у Европи (50), у календарској години (91) и по броју асистенција у једној сезони у Ла Лиги и Европи (21). Постигао је преко 800 голова у каријери, за клуб и репрезентацију и рекордер је по броју постигнутих голова за један клуб. Са репрезентацијом је освојио Свјетско првенство и Копа Америку.
Рођен је и одрастао у централној Аргентини, а са 13 година, преселио се у Шпанију, гдје је почео да игра за академију Барселоне. За први тим дебитовао је у октобру 2004, са 17 година и постао је важан дио тима у прве три године. У сезони 2008/09. помогао је Барселони да освоји прву троструку круну у историји шпанског фудбала (Ла лига, Куп краља и Лига шампиона); исте сезоне, са 22 године, добио је прву Златну лопту. У наредне три године, освојио је златну лопту још три пута, поставши тако први играч који је освојио златну лопту четири пута и то заредом. Током сезоне 2011/12. поставио је рекорд по броју постигнутих голова у једној сезони у Ла лиги и Европи, са 50 голова, такође поставши најбољи стријелац Барселоне свих времена. Наредне сезоне, у избору за златну лопту, завршио је на другом мјесту, иза Кристијана Роналда, свог највећег ривала у каријери, након чега је, у сезони 2014/15. предводио Барселону до троструке круне по други пут у историји, а постао је најбољи стријелац Ла лиге свих времена и освојио је златну лопту по пети пут. Године 2018. постао је капитен Барселоне, а 2019. освојио је златну лопту по шести пут. У августу 2021. након 20 година напустио је Барселону и прешао је у Париз Сен Жермен, а исте године је освојио и седму Златну лопту. На љето 2023. прешао је у Интер Мајами, а у октобру је освојио Златну лопту осми пут.
Са младом репрезентацијом Аргентине, освојио је Свјетско првенство за играче до 20 година 2005. гдје је добио златну лопту за најбољег фудбалера првенства и златну копачку за најбољег стријелца, након чега је освојио златну медаљу на Олимпијским играма 2008. Након што је дебитовао за сениорску репрезентацију 2005. године, постао је најмлађи играч у историји репрезентације који је наступио и постигао гол на Свјетском првенству, на првенству 2006, након чега је играо финале Копа Америке 2007. године, гдје је изабран за најбољег играча турнира. У августу 2011. именован је за капитена Аргентине, са којом је затим играо три финала заредом: на Свјетском првенству 2014, као и Копа Америци 2015. и 2016. Након пораза у сва три финала, 2016. је објавио да завршава репрезентативну каријеру, али је након акције навијача промијенио одлуку. Године 2016. постао је најбољи стријелац Аргентине свих времена, а због стила игре и дриблинга, поређен је са Дијегом Марадоном, док га је сам Марадона означио као свог насљедника. Играо је на Свјетском првенству 2018. и на Копа Америци 2019. након чега је освојио Копа Америку 2021. што му је био први трофеј са репрезентацијом, а затим и Свјетско првенство 2022. гдје је проглашен за играча првенства, поставши први фудбалер у историји који је два пута проглашен за играча првенства. Такође је срушио рекорд по броју одиграних утакмица на Свјетском првенству и постао први играч који је постигао гол у свакој фази првенства.
Као један од најпопуларнијих спортиста на свијету, спонзоришу га бројне компаније, међу којима је и Adidas од 2006, а Меси је убрзо постао водећи бренд компаније. У периоду од 2009. до 2014. био је најплаћенији фудбалер на свијету пет од шест година, док је 2019. именован за најплаћенијег спортисту на свијету, од стране часописа Forbes. Часопис Time, сврстао га је међу 100 најутицајнијих личности на свијету 2011. и 2012. У фебруару 2020, добио је награду за најбољег спортисту на свијету у избору Лауреус академије, поставши тако први фудбалер и први спортиста из екипних спортова који је добио награду. Касније током године, постао је други фудбалер и други играч из тимских спортова који је зарадио више од милијарду долара током каријере.

## Дјетињство и јуниорска каријера
Меси је рођен 24. јуна 1987, у Росарију, као трећи од четворо дјеце Хорхеа Месија, управника челичане и његове жене Селије Кучитини, која је радила у радионици за производњу магнета. Породица његовог оца је поријеклом из Италије и Шпаније; мигрирали су из Маркеа, области у сјеверноцентралном дијелу Јадранског мора Италије и Каталоније, док је породица његове мајке из Италије. Одрастао је у породици која је чврсто повезана са фудбалом, због чега је развио љубав према спорту од раног доба, а играо је са старијом браћом — Родригом и Матијасом и рођацима — Максимилијаном и Емануелом Бјанкучијем, који су касније постали професионални фудбалери. Са четири године, придружио се локалном клубу Грандоли, гдје му је тренер био отац, а најранији утицај на њега као на играча имала је његова баба са мајчине стране, која га је пратила на тренинге и утакмице. Умрла је кратко прије његовог 11 рођендана, а Меси је био дубоко потресен због њене смрти. Након тога, као побожни католик, прослављао је голове гледајући увис и показујући у небо, у знак сјећања на бабу.

„Када би га видјели, мислили бисте: ово дијете не може да игра лопте. Он је патуљак, превише је крхак, превише мали. Али одмах схватите да је рођен другачији, да је феномен и да ће бити нешто импресивно.“

– Тренер младог тима Њуелс олд бојса — Адријан Корија, о првим утисцима о дванаестогодишњем Месију.
Као навијач клуба од раног дјетињства, придружио се тиму Њуелс олд бојс са шест година. Током шест година колико је провео у клубу, постигао је скоро 500 голова, као дио тима Машина 87, који је био скоро непобједив, а добио је име на основу година рођења играча; током полувремена на домаћим утакмицама, забављали су публику изводећи разне трикове са лоптом. Његова будућност као професионалног фудбалера била је угрожена када му је дијагностификован поремећај Хормона раста. Осигурање његовог оца покрило је само прве двије године третмана, који је коштао око 11,000 пезоса мјесечно; Њуелс је прво обећао да ће помоћи, али касније су ипак одустали од тога. Примијетили су га скаути Ривер Плејта, чији је играч — Пабло Ајмар, био Месијев идол, али Ривер такође није могао да плати третман, због економске кризе у Аргентини. Док је одрастао, његов идол од нападача био је Роналдо, за којег је изјавио да је најбољи нападач којег је икада видио.
Његова породица имала је рођаке у Каталонији, који су средили да Меси дође на пробу у Барселону, у септембру 2000. Директор првог тима — Карлес Рексач, одмах је хтио да потпише уговор са њим, али је борд директора оклијевао, јер је у то доба било необично да европски клубови потписују уговоре са страним играчима у тако раном добу. На дан 14. децембра, постављен је ултиматум Барселони како би показали своју посвјећеност, а Рексач, пошто није имао други папир, понудио им је уговор на папирној марамици. У фебруару 2001. породица се преселила у Барселону, гдје су се уселили у апартман који је био близу стадиона Камп ноу. Током прве године у Шпанији, ријетко је играо, због конфликта око трансфера са Њуелсом; као странац, могао је да игра само у пријатељским утакмицама и у каталонској лиги. Без фудбала, борио се да се уклопи у тим; већ природно резервисан, био је тако тих да су саиграчи у почетку мислили да је нијем. Код куће га је мучила носталгија након што се његова мајка вратила у Росарио са браћом и млађом сестром Маријом Сол, док је он са оцем остао у Барселони.
Након годину дана проведених у академији Барселоне — Ла Масији, коначно је уписан у Шпанску фудбалску федерацију у фебруару 2002. Пошто је могао да игра у свим такмичењима, спријатељио се са саиграчима, међу којима су били Сеск Фабрегас и Жерард Пике. Након што је завршио са третманом хормона раста, са 14 година, постао је члан „бејби дрим тима“, најбољег младог тима Барселоне икада. Током прве потпуне сезоне — 2002/03, био је најбољи стријелац, са постигнутих 36 голова на 30 утакмица, у кадетском А тиму, који је освојио шпанску лигу, као и Куп Шпаније и Куп Каталоније. Финале Купа Каталоније, у којем је Барселона побиједила Еспањол 4:1, остало је познато у клубу као partido de la máscara — финале маске. Недељу дана након што је претрпио сломљену јагодичну кост током лигашке утакмице, Месију је било дозвољено да започне утакмицу под условом да носи пластичну заштитну маску; пошто је био ометен маском, скинуо ју је и постигао два гола за 10 минута прије него што је замијењен. У финишу сезоне, добио је понуду да пређе у Арсенал; Пике и Фабрегас су убрзо отишли у Енглеску, али он је остао у Барселони.

## Клупска каријера

### Барселона

#### 2003—2005: Долазак до првог тима
„Дјеловало је као да игра са нама цијелог живота.“

– Тада помоћни тренер Барселоне — Хенк Тен Кате, о дебију Месија у првом тиму.
Током сезоне 2003/04, његове четврте у Барселони, брзо је напредовао кроз ранг, играјући за рекордних пет младих екипа у једној сезони. Проглашен је за играча турнира на четири предсезонска међународна такмичења за млади Б тим, гдје је одиграо само један званични меч прије него што је промовисан у млади А тим, у којем је постигао 18 голова на 11 лигашких утакмица. Био је један од неколико младих играча који су позвани у први тим, како би га ојачали током репрезентативне паузе. Француски крилни нападач — Лудовик Жили, рекао је да је тинејџер Меси привукао велику пажњу током првог тренинга у првом тиму, изјавивши: „уништио нас је све... Шутирали су га по цијелом терену, како би избјегли да буду исмијани од овог клинца, он би само устао и наставио да игра. Пролазио би по четири играча и постизао гол. Чак су и стартни штопери били нервозни. Био је ванземаљац.“
Са 16 година, четири мјесеца и 23 дана, дебитовао је у првом тиму, 16. новембра 2003, када је ушао у игру у 75 минуту у пријатељској утакмици против Порта. На утакмици је створио двије шансе и шутирао је на гол, а његов наступ, импресионирали су техничко особље и почео је да тренира редовно са резервном тимом — Барселоном Б и повремено са првим тимом. Након његовог првог тренинга са првим тимом — звијезда Барселоне — Роналдињо, рекао је саиграчима да вјерује да ће шеснаестогодишњак постати бољи фудбалер и од њега самога. Убрзо су се спријатељили, а Роналдињо га је звао малим братом, што му је знатно олакшало транзицију у први тим.
Како би добио додатно искуство, придружио се Барселони Ц, а играо је и за млади А тим. Прву утакмицу за Ц тим одиграо је 29. новембра. Успио је да спаси тим испадања из Треће дивизије, постигавши пет голова на десет утакмица, укључујући и хет трик за осам минута у Купу краља против Севиље, гдје га је чувао Серхио Рамос. Први професионални уговор потписао је 4. фебруара 2004, уговор је трајао до 2012. и имао је откупну клаузулу од 30 милиона евра. Мјесец дана касније, 6. марта, дебитовао је за Барселону Б, у Шпанској другој лиги, а његова откупна клаузула порасла је на 80 милиона. Одиграо је пет утакмица у Б тиму те сезоне, али није постигао гол. Физички је био слабији од противника, који су обично били старији и виши, а на тренингу је радио на повећању мишићне масе и снаге, како би био способан да се ослободи одбрамбених играча. При крају сезоне, вратио се у оба млада тима, гдје је помогао младом Б тиму да освоји титулу у лиги, а сезону је завршио са постигнутим головима за четири од пет тимова за које је наступао; постигао је укупно 36 голова у свим званичним такмичењима.
Током сезоне 2004/05, био је стартер у Б тиму, за који је одиграо 17 утакмица и постигао шест голова. Након дебија у новембру 2003, више није зван у први тим, али су, у октобру 2004, играчи тражили од тренера — Френка Рајкарда, да га промовише у први тим. Пошто је Роналдињо већ играо на лијевом крилу, Рајкард је премјестио Месија са своје уобичајене позиције на десни бок, против жеље играча, што му је омогућило да узима лопту на центру терена и шутира са доминантном, лијевом ногом. У лиги, дебитовао је 16. октобра, против Еспањола, када је ушао у игру у 82 минуту, умјесто Дека. Са 17 година, три мјесеца и 22 дана, постао је најмлађи играч Барселоне који је заиграо у неком такмичењу. Као резервни играч, играо је 77 минута на девет утакмица за први тим те сезоне, укључујући и деби у Лиги шампиона, против Шахтар Доњецка. Први гол за први тим постигао је 1. маја 2005, против Албасетеа, након асистенције Роналдиња, поставши у том тренутку најмлађи стријелац за клуб икада. Барселона је, у другој сезони у којој је Рајкард био тренер, освојила шпанску лигу први пут након шест година.

#### 2005—2008: Улазак у стартних 11
„У цијелом свом животу никад нисам видио играча таквог квалитета и личности у тако младом добу, нарочито носећи дрес једног од најбољих клубова на свијету.“

– Фабио Капело, о осамнаестогодишњем Месију, након пријатељске утакмице Трофеј Жоан Гампер, у августу 2005.
На дан 24. јуна 2005, на 18 рођендан, потписао је први уговор као сениорски фудбалер. Уговор је трајао до 2010. двије године мање од претходног, али је откупна клаузула повећана на 150 милиона евра. Његов продор десио се два мјесеца касније,24. августа, током пријатељске утакмице Трофеј Жоан Гампер, у којој Барселона отвара нову сезону. Као стартер по први пут, играо је добро против Јувентуса и добио је овације на Камп ноуу. Тренер Јувентуса — Фабио Капело, хтио је да га доведе на позајмицу, а Интер је хтио да га купи и био је спреман да плати откупну клаузулу и да му утростручи плату. Према тадашњем предсједнику Барселоне — Жоану Лапорти, то је био једини пут када је клуб био у опасности да га изгуби, али је Меси одлучио да остане у Барселони. На дан 16. септембра, његов уговор је измијењен по други пут у три мјесеца и продужен је до 2014.
Због проблема у вези његовог правног статуса у фудбалској федерацији Шпаније, пропустио је старт сезоне 2005/06. у лиги, али је 26. септембра, добио шпанско држављанство и могао је да игра. Носећи дрес са бројем 19, брзо је напредовао до стандардног играча на позицији десног крилног нападача, формирајући нападачки трио са Роналдињом и Самјуелом Етоом. Био је у стартној постави на великом броју важних утакмица, укључујући и први Ел класико, против Реал Мадрида, 19. новембра,као и прву утакмицу осмине финала Лиге шампиона 2005/06, против Челсија, у којој је Барселона побиједила на гостовању 2:1. Након што је постигао осам голова на 25 утакмица, укључујући и први гол у Лиги шампиона, у побједи од 5:0 против Панатинаикоса, 2. новембра 2005, морао је раније да заврши сезону, због повреде у реванш утакмици осмине финала против Челсија, 7. марта 2006, када му је пукла тетива. Радио је на томе да поврати форму на вријеме за финале Лиге шампиона, али је 17. маја, на дан утакмице, ипак отписан за меч. Био је толико разочаран да није могао да слави побједу свог тима од 2:1 против Арсенала, у Паризу, због чега је касније жалио.
Док је Барселона постепено опадала у форми, Меси, тада деветнаестогодишњак, постао је један од најбољих фудбалера на свијету у сезони 2006/07. Већ је постао идол навијача, а у сезони је постигао 17 голова на 36 утакмица у свим такмичењима. Ипак, наставиле су да га муче повреде, а 12. новембра 2006. доживио је прелом метатарзалне кости, због чега је морао да паузира три мјесеца. Опоравио се на вријеме за прву утакмицу осмине финала Лиге шампиона 2006/07, против Ливерпула, али је ипак испао из конкуренције за меч, а Барселона, актуелни првак, испала је из такмичења. У лиги, помогао је клубу да напредује у финишу; 11 од 14 голова колико је постигао у сезони, постигао је на последњих 13 утакмица. На дан 10. марта 2007, постигао је први хет трик у Ел класику, поставши тако први играч који је то успио након 12 година, изједначујући сваки пут када би Реал повео, а утакмица је завршена 3:3, након што је трећи гол постигао у надокнади времена. Крајем мјесеца, потписао је нови уговор са клубом, којим му је плата значајно увећана.
Често је поређен са сународником Дијегом Марадоном, а сличност је показао када је скоро копирао два најпознатија Марадонина гола, у размаку од седам недеља. Током полуфинала Купа краља 2006/07, против Хетафеа, 18. априла, постигао је гол сличан ономе који је постигао Марадона у четвртфиналу Свјетског првенства 1986, против Енглеске, познат као гол вијека. Меси је узео лопту на десној страни, близу центра, претрчао 60 метара, приликом чега је прошао пет фудбалера Хетафеа, након чега је постигао гол, исто као што је Марадона урадио. На мечу против Еспањола, у оквиру Ла лиге, 9. јуна, дошао је до лопте у шеснаестерцу, након чега је шутнуо поред голмана са руком, слично као Марадона код првог гола против Енглеске на Свјетском првенству 1986, који је касније назван Божија рука. Наставио је свој успон, али Барселона није остварила успјехе у сезони; није прошла у финале Купа краља јер Меси није играо у реваншу против Хетафеа, а у лиги, завршила је са истим бројем бодова као Реал, али је Реал освојио титулу због бољег међусобног дуела.
Након што је Роналдињо био у лошој форми, Меси је постао нова звијезда у тиму, са 20 година, добивши надимак Месија од стране шпанских медија. Захваљујући партијама 2007, завршио је на трећем мјесту у избору за Златну лопту, иза Каке и Кристијана Роналда, док је завршио на другом мјесту у избору за ФИФА фудбалера године, такође иза Каке. Постигао је 16 голова и уписао 13 асистенција током сезоне 2007/08, али је други дио сезоне поново био обиљежен повредама, након што је поново доживио пуцање тетиве, 15. децембра. Вратио се на терен у побједи од 3:2 на гостовању Селтику, у првој утакмици осмине финала Лиге шампиона, гдје је постигао два гола, док је трећи гол дао Тијери Анри. Меси је тако постао најбољи стријелац Лиге шампиона, са, у том тренутку, шест голова, али се повриједио у реваншу, 4. марта 2008, када га је Рајкард ставио у тим упркос упозорењу медицинског особља, због чега је капитен тима — Карлес Пујол, критиковао медије због тога што притискају Месија да игра на свакој утакмици. Барселона је сезону завршила без трофеја, у Лиги шампиона испала је од Манчестер јунајтеда у полуфиналу, док је у Ла лиги завршила на трећем мјесту.

#### 2008/09: Трострука круна
Након двије неуспјешне сезоне, клуб су напустили Рајкард и Роналдињо, који је прешао у Милан, а након одласка Роналдиња, Меси је узео дрес са бројем 10. Потписао је нови уговор у јулу 2008, чиме му је плата повећана на 7,88 милиона евра, поставши тако најплаћенији играч у тиму. Прије почетка нове сезоне, главни проблем су биле његове честе повреде мишића, због којих је паузирао укупно осам мјесеци у периоду између 2006. и 2008. Како би се борио са проблемом, клуб је увео нови план тренинга, нову исхрану и нови режим животног стила, а добио је и личног физиотерапеута, који је путовао са њим и током играња за репрезентацију. Виртуелно је ослобођен повреда у наредне четири године, захваљујући чему је успио да достигне пуни потенцијал. Упркос повредама, завршио је на другом мјесту у избору за Златну лопту и ФИФА фудбалера године, иза Кристијана Роналда.
У првој комплетној сезони, 2008/09, постигао је 38 голова на 51 утакмици, а заједно са Етоом и Анријем, допринио је у укупно 100 голова тима у свим такмичењима, што је био нови клупски рекорд у том тренутку.
Током прве сезоне под новим тренером, бившим капитеном клуба — Пепом Гвардиолом, играо је углавном као крилни нападач по десној страни, као и код Рајкарда, али такође и као лажно крило, са слободом да уђе унутра и да се крећу у центру шеснаестерца. На дан 2. маја 2009, током Ел класика, по први пут је играо као лажна деветка, позициониран као најистуренији нападач, који долази и до средине терена, како би градио акције са Чавијем и Андресом Инијестом. Асистирао је код првог гола Анрију и дао је два гола у побједи од 6:2, што је била највећа побједа Барселоне на гостовању Реалу икада. Вративши се на позицији крилног нападача, играо је своје прво финале од уласка у први тим, у финалу Купа краља, гдје је постигао један гол, уз асистенцију, у побједи од 4:1, против Атлетик Билбаа. Три дана касније, Барселона је освојила Ла лигу, освојивши дуплу круну пети пут, а Меси је постигао 23 гола у лиги.
Са постигнутих девет голова у Лиги шампиона, постао је најмлађи играч у историји такмичења који је завршио као најбољи стријелац. У побједи од 4:0 против Бајерн Минхена, у четвртфиналу, постигао је два гола и уписао двије асистенције. У финалу у Риму, 27. маја, против Манчестер јунајтеда, постигао је гол главом у побједи од 2:0, а Барселона је освојила троструку круну први пут у историји. Након великих успјеха у сезони, потписао је нови уговор, до 2016, са откупном клаузулом од 250 милиона евра, док му је плата повећана на 12 милиона.

#### 2009/10: Прва Златна лопта
На почетку сезоне 2009/10, тим је наставио са успјесима и Барселона је постала први клуб који је освојио шест највећих трофеја у једној календарској години, освојивши још Суперкуп Шпаније, Суперкуп Европе и Свјетско клупско првенство, гдје је Меси грудима постигао гол у побједи од 2:1 против Естудијантеса Са 22 године, освојио је Златну лопту и награду за ФИФА фудбалера године 2009, а у оба случаја, освојио је награде са највећом разликом у броју гласова испред другопласираног у историји.

„Меси је убједљиво најбољи фудбалер на свијету. Он је као PlayStation. Може да направи предност од сваке грешке коју направимо.“

– Арсен Венгер о Месију, након што је постигао четири гола против Арсенала, у априлу 2010.
Незадовољан због позиције десног крилног нападача, а ново појачање Барселоне — Златан Ибрахимовић је играо као најистуренији нападач, Меси је наставио да игра као лажна деветка у првом дијелу 2010, почевши од меча четвртфинала Лиге шампиона против Штутгарта. Прва утакмица завршена је неријешено, а у реваншу, постигао је два гола, уз једну асистенцију, у побједи од 4:0. Од тог тренутка, постао је главна тактичка тачка тима, а стопа постизања голова му се повећала. Постигао је укупно 47 голова у свим такмичењима, изједначивши рекорд Роналда из сезоне 1996/97. У четвртфиналу Лиге шампиона, постигао је сва четири гола у побједи од 4:0 против Арсенала, поставши најбољи стријелац Барселоне у такмичењу икада. У полуфиналу, Барселона је испала од Интера, али је Меси завршио као најбољи стријелац такмичења, другу годину заредом, са осам голова. У Шпанској лиги, постигао је 34 гола, поново изједначивши рекорд Роналда; завршио је сезону као најбољи стријелац првенства, а Барселона је освојила титулу, са само једним поразом.

#### 2010/11: Титула у Лиги шампиона
У сезони 2010/11. постигао је хет трик у побједи од 4:1 против Севиље, у Суперкупу Шпаније, на првој утакмици у сезони, донијевши тако Барселони први трофеј у сезони. На дан 29. новембра 2010. Барселона је побиједила Реал Мадрид 5:0, Меси је играо на позицији креативног плејмејкера и учествовао је код два гола која је постигао Давид Виља. Барселона је поставила нови рекорд, са 16 побједа заредом у Лиги, чиме је оборила рекорд Реал Мадрида од 15 побједа из сезоне 1960/61, када је у нападу играо Алфредо ди Стефано. На последњој од 16 побједа, Меси је постигао хет трик у побједи од 3:0 против Атлетико Мадрида, 5. фебруара 2011. Због добрих партија, 2010. је добио прву ФИФА Златну лопту, која је настала спајањем Златне лопте и награде ФИФА фудбалер године; његов избор изазвао је бројне критике, због тога што није имао успјеха са Аргентином на Свјетском првенству 2010. Примјеном старог формата гласања, био би ван прва три, а побиједио је захваљујући гласовима тренера и капитена широм свијета.
При крају сезоне, Барселона је играла четири Ел класика у размаку од 18 дана. Утакмица у лиги, 16. априла завршена је 1:1, након што је Меси постигао гол из пенала. Четири дана касније, Реал је побиједио у финалу Купа краља, а у првој утакмици полуфинала Лиге шампиона, постигао је оба гола у побједи од 2:0 на гостовању. Други гол, приликом којег је прешао три играча, означен је као један од најбољих у такмичењу икада. У реваншу, није постигао гол, али је одиграо битну улогу у ремију од 1:1, захваљујући којем се Барселона пласирала у финале, гдје је играла против Манчестер јунајтеда, са којим је играла и финале двије године раније. Постигао је гол у финалу, у побједи од 3:1 и добио је награду за играча утакмице, а завршио је такмичење као најбољи стријелац, трећу годину заредом, са 12 голова. Барселона је освојила Ла лигу трећу годину заредом, а Меси је завршио као најбољи стријелац, са 31 голом и као најбољи асистент лиге, са 18 асистенција. Сезону је завршио са постигнутих 53 гола у свим такмичењима и 24 асистенције, поставши тако најбољи стријелац Барселоне у једној сезони и први фудбалер у Шпанској лиги који је постигао 50 голова.
Развио се у комбинацију три типа играча: броја 8 (креатор), броја 9 (голгетер) и броја 10 (асистент), а у сезони 2011/12. дао је 73 гола, уз 29 асистенција у свим такмичењима, постигавши хет трик више од десет пута. Сезону је почео освајањем Суперкупа Шпаније, гдје је постигао три гола у побједи од 5:4 против Реал Мадрида након продужетака, а са три гола, престигао је Раула на врху листе стријелаца у Суперкупу, са осам голова. У наставку сезоне, помогао је Барселони да освоји Суперкуп Европе, побједом над Портом од 2:0. При крају године, 18. децембра, постигао је два гола у финалу Свјетског клупског првенства, у побједи од 4:0 против Сантоса, освојивши награду за најбољег играча турнира. Године 2011. поново је добио ФИФА златну лопту, поставши тако четврти играч у историји који је награду добио три пута, након Јохана Кројфа, Мишела Платинија и Марка ван Бастена. Такође, добио је прву награду за најбољег играча у Европи, која је покренута након спајања златне лопте и награде ФИФА фудбалер године, са системом гласања који се примјењивао у избору за златну лопту. У том периоду, Меси је већ сматран једним од најбољих фудбалера свих времена, заједно са Марадоном и Пелеом.

#### 2012: Година рекорда
„Жао ми је оних који хоће да се такмиче за Месијев трон, то је немогуће, овај клинац је јединствен.“

– Пеп Гвардиола, након што је Меси постао најбољи стријелац Барселоне свих времена, у марту 2012.
Добру форму је задржао и у другом дијелу сезоне и 2012. је поставио неколико рекорда. На дан 7. марта, двије недеље након што је постигао четири гола против Валенсије, постигао је пет голова у реванш мечу осмине финала Лиге шампиона у побједи од 7:1 против Бајер Леверкузена, поставивши тако нови рекорд такмичења по броју постигнутих голова једног играча на утакмици. Лигу шампиона је завршио као најбољи стријелац, са 14 голова, чиме је поставио нови рекорд по броју голова у једној сезони, срушивши рекорд Хозеа Алтафинија из сезоне 1962/63, а такође је постао први играч након Герда Милера који је био најбољи стријелац Лиге шампиона четири пута. Двије недеље касније, 20. марта, постигао је хет трик у побједи од 5:3 против Гранаде, чиме је постао најбољи стријелац Барселоне у историји, са постигнута 232 гола, са 24 године.
Упркос Месијевој доброј форми, период доминације Барселоне током четири године под вођством Гвардиоле, један од најбољих периода у историји клуба, прекинут је. У Ла лиги, Барселона је завршила на другом мјесту, девет бодова иза Реал Мадрида, док је у Лиги шампиона испала у полуфиналу од Челсија, гдје је, у реванш утакмици, при вођству Барселоне од 2:1, Меси промашио пенал, а Фернандо Торес је изједначио у 90 минуту. У последњој утакмици на домаћем терену, 5. маја, постигао је сва четири гола у побједи од 4:0 против Еспањола, након чега је пришао клупи како би прославио са Гвардиолом, који је објавио да одлази на крају сезоне. Сезону је завршио као најбољи стријелац Шпанске лиге и Европе други пут заредом, са постигнутих 50 голова, поставивши рекорд Ла лиге по броју голова у једној сезони, а са постигнута 73 гола у свим такмичењима, срушио је рекорд Герда Милера од постигнутих 67 голова у једној сезони, из сезоне 1972/73.
У првој сезони по доласку Тита Виланове на мјесту тренера, који га је први пут тренирао у Ла Масији, када је имао 14 година, помогао је клубу да први дио сезоне 2012/13. заврши са 55 освојених бодова, са само једним ремијем на 19 утакмица, чиме су поставили нови рекорд шпанског фудбала, приликом чега је дао четири гола у побједи од 5:4 против Депортиво ла Коруње. На дан 9. децембра, постигао је оба гола у побједи од 2:1 против Бетиса, чиме је стигао до 190 датих голова у Ла лиги за Барселону, чиме је срушио рекорд Сезара Родригеза на врху листе најбољих стријелаца Барселоне у лиги; такође, поставио је нови рекорд по броју постигнутих голова у календарској години, срушивши рекорд Герда Милера од 85 голова из 1972. Након рушења рекорда, послао је Милеру дрес Барселоне са бројем 10, на којем је писало „са поштовањем и дивљењем“. До краја године, постигао је укупно 91 гол у календарској години, за Барселону и репрезентацију Аргентине. ФИФА није признала постигнуће, наводећи проблеме са провјерљивошћу, али је ушао у Гинисову књигу рекорда, за највише постигнутих голова у календарској години. Као главни фаворит, поново је освојио ФИФА златну лопту, поставши тако први фудбалер у историји који је освојио златну лопту четири пута и то заредом.

#### 2013/14: „Зависност од Месија“
Барселона је виртуелно обезбиједила титулу почетком 2013, а на крају је изједначила рекорд Реала од 100 освојених бодова из претходне сезоне. Ипак, у другом дијелу сезоне су играли слабије, због одсуства Тита Виланове због болести. Након што су изгубили два Ел класика заредом, укључујући и полуфинале Купа краља, били су близу испадања у осмини финала Лиге шампиона. У првој утакмици, Милан је на Сан Сиру побиједио 2:0, након чега је Барселона у реваншу побиједила 4:0, а Меси је постигао два гола и уписао једну асистенцију. На дан 7. фебруара, продужио је уговор до 2018. а плата му је повећана на 13 милиона евра. Носио је капитенску траку по први пут, мјесец дана касније, 17. марта, на утакмици против Рајо Ваљекана; у том тренутку, постао је главна тактичка тачка тима до те мјере као што су некада били бивши играчи Барселоне — Јозеп Самитијер, Ласло Кубала и Јохан Кројф. Након трансформације у лажну деветку три године раније, његов допринос нападу се повећао; од 24% доприноса у головима у сезони када су освојили троструку круну, до 40% те сезоне.

„Када причамо о Леу, причамо о најбољем играчу на свијету и када ствари нису добре, морате да га користите. Чак иако је полу хром, његово присуство на терену је довољно да подигне нас и нашу игру генерално.“

– Одбрамбени играч Барселоне — Жерард Пике, о ослањању клуба на неспремног Месија у утакмици против Париз Сен Жермена у априлу 2013.
Након четири повреде у предсезони, обновила му се повреда мишића која га је мучила раније. Након што је доживио повреду тетиве 2. априла у утакмици четвртфинала Лиге шампиона 2012/13, против Париз Сен Жермена, играо је ријетко. У реванш утакмици против ПСЖ-а, у тренутку када је Барселона губила 1:0, ушао је у игру у другом полувремену и након девет минута, учествовао је у креирању акције за изједначујући гол који је постигао Педро, захваљујући чему су прошли у полуфинале. С обзиром на то да није био довољно спреман, његов учинак у поразу од 4:0 против Бајерн Минхена у првој утакмици полуфинала Лиге шампиона, био је ограничен, док у реванш утакмици, коју је Барселона изгубила кући 3:0, уопште није улазио у игру. Ове утакмице дале су вјеродостојност појму Месидепенсија, тактичку и психолошку зависност Барселоне од Месија.
Наставио је да се мучи са повредама током 2013, због чега је прекинуо сарадњу са дугогодишњим личним физиотерапеутом. Додатно је оштетио тетиву 12. маја, на утакмици против Атлетико Мадрида, на којој је прекинуо низ од 21 утакмице заредом у којима је постизао гол, чиме је поставио свјетски рекорд; током тог периода, постигао је 33 гола, од којих четири против Осасуне, поставши тако први играч који је постигао гол против свих 19 тимова у Ла лиги заредом. Са постигнутих 60 голова у свим такмичењима, од чега 46 у Ла лиги, завршио је сезону као најбољи стријелац Шпанске лиге и најбољи стријелац у Европи другу годину заредом, поставши тако први играч у историји који је освојио златну копачку за најбољег стријелца у Европи три пута. Током старта сезоне 2013/14, под новим тренером — Херардом Мартином, поново је повриједио тетиву, по пети пут током 2013, 10. новембра, због чега је морао да паузира два мјесеца. Упркос повредама, завршио је на другом мјесту у избору за ФИФА златну лопту 2013, иза Кристијана Роналда, након што је освајао награду четири године заредом.
Током другог дијела сезоне, постојале су сумње у његову форму, а навијачи су сматрали да се чува за Свјетско првенство 2014. Статистички, његов допринос головима, ударцима и пасовима, значајно је опао у односу на претходне сезоне. Ипак, успио је да сруши два рекорда у размаку од седам дана. Хет триком против Осасуне, 16. марта, срушио је рекорд Паулина Алкантаре од 369 голова и постао је најбољи стријелац Барселоне у свим такмичењима, док је хет триком против Реал Мадрида, 23. марта, постао најбољи стријелац Ел класика, са 19 голова, срушивши рекорд који је поставио Алфредо ди Стефано. Сезону је завршио са 41 постигнутим голом у свим такмичењима, што му је био најгори скор у последњих пет сезона. По први пут у пет година, Барселона је завршила сезону без трофеја: изгубила је у финалу Купа краља од Реал Мадрида, док је у лиги завршила на другом мјесту, са истим бројем бодова као Реал Мадрид, али три бода иза Атлетико Мадрида, који је освојио титулу. У последњем колу, на Камп ноуу, Барселона и Атлетико Мадрид играли су неријешено 1:1, након чега су навијачи извиждали Месија. Након спекулација око останка у Барселони, потписао је нови уговор са клубом 19. маја 2014, годину дана након што је потписао претходни. Са новим уговором, постао је најплаћенији фудбалер, са годишњом платом од 20 милиона евра након пореза, односно 36 милиона прије пореза.

#### 2014/15: Трострука круна по други пут
На почетку сезоне, Луис Енрике је постао нови тренер Барселоне, а Меси је сезону почео углавном ослобођен од повреде. Постигао је хет трик у побједи од 5:1 против Севиље у 12 колу, постигавши 252 гола у лиги, чиме је срушио рекорд који је држао Телмо Зара. На дан 7. децембра, постигао је трећи хет трик у сезони, у побједи од 5:1 против Еспањола, чиме је престигао Сезара Родригеза, као најбољи стријелац дербија Барселоне, са 12 голова. У избору за ФИФА Златну лопту 2014, поново је завршио на другом мјесту, иза Кристијана Роналда, углавном због тога што је са Аргентином играо финале Свјетског првенства 2014.
На почетку 2015, Барселона је заостајала четири бода иза Реал Мадрида, а почеле су гласине да Меси напушта клуб. На дан 11. јануара, у побједи од 3:1 против Атлетико Мадрида, Барселону је предводио нападачки трио — Меси, Луис Суарез и Нејмар, који је назван „MSN“, а по први пут су сва тројица постигла по гол на једној утакмици. Након пет година колико је играо више на средини терена, вратио се на позицију десног крилног нападача крајем претходне године, према сопственој жељи, како је навео Суарез. Меси је задржао добру форму, а Суарез и Нејмар су прекинули зависност тима у нападу од њега. Меси је постигао 58 голова у свим такмичењима, док је трио постигао укупно 122 гола, поставивши нови рекорд у шпанском фудбалу.
При крају сезоне, постигао је гол у побједи од 1:0 на гостовању против Атлетико Мадрида, у претпоследњем колу, чиме је Барселона освојила 23 титулу првака Шпаније. У лиги, постигао је 43 гола, укључујући и хет трик који је постигао за 11 минута против Рајо Ваљекана, што је био најбржи хет трик у његовој каријери; такође, остварио је свој 32 хет трик за Барселону, срушивши претходни рекорд по броју хет трикова за неки клуб у Шпанији, који је држао Телмо Зара. На дан 15. фебруара, у побједи од 5:0 против Левантеа, постигао је хет трик и уписао једну асистенцију; то му је била укупно 106 асистенција, чиме је срушио рекорд лиге по броју асистенција, који је држао Луис Фиго; такође је завршио сезону као најбољи асистент, са 18 асистенција. Постигао је два гола у побједи од 3:1 против Атлетик Билбаа, у финалу Купа краља. Први гол на утакмици, означен је као један од најбољих у његовој каријери; узео је лопту близу центра терена, након чега је предриблао четири противничка фудбалера и голмана и постигао гол.
У првој утакмици полуфинала Лиге шампиона, постигао је два гола, уз асистенцију у побједи од 3:0 против Бајерн Минхена, кога је предводио бивши тренер Барселоне — Пеп Гвардиола. Голове је постигао у размаку од три минута, а код другог гола, предриблао је Жерома Боатенга, који је пао на земљу, након чега је пребацио голмана — Мануела Нојера. Потез након којег је Боатенг завршио на земљи, постао је виралан и био је спортски догађај са највише твитова те сезоне, док је његов гол проглашен за најбољи у сезони, по избору УЕФА. Иако је изгубила у реваншу 3:2, пласирала се у финале, гдје је играла против Јувентуса, а прије утакмице, голман Јувентуса — Ђанлуиђи Буфон, изјавио је: „Меси је ванземаљац, који је посветио себе игрању са људима.“ Финале је играно 6. јуна у Берлину; Барселона је повела голом Ракитића, изједначио је Алваро Мората, након чега су Суарез и Нејмар постигли по гол, за побједу од 3:1, чиме је Барселона освојила троструку круну по други пут, поставши тако први тим у историји који је то урадио. Иако није постигао гол, Меси је учествовао код сва три гола Барселоне, посебно код другог, када је његов ударац одбранио Буфон, након чега је на одбијену лопту натрчао Суарез и дао гол. Такмичење је завршио као најбољи асистент, са шест асистенција и као удружени најбољи стријелац, заједно са Кристијаном Роналдом и Нејмаром, са по десет голова, поставши тако први играч у историји Лиге шампиона који је био најбољи стријелац у пет сезона. Добио је награду УЕФА за најбољег играча у Европи, по други пут, испред Роналда.

#### 2015/16: Успјеси у домаћим такмичењима
Сезону 2015/16, почео је са два постигнута гола из слободног ударца, у побједи од 5:4 против Севиље, у Суперкупу Европе, након продужетака. На дан 16. септембра, на утакмици првог кола групне фазе Лиге шампиона, у ремију 1:1 против Роме, постао је најмлађи играч који је забиљежио стотину наступа у Лиги шампиона. Након повреде кољена, одсуствовао је неколико недеља, а на терен се вратио 21. новембра, у побједи од 4:0 на гостовању против Реал Мадрида; ушао је у игру у 56 минуту умјесто Ивана Ракитића. Годину је завршио освајањем Свјетског клупског првенства, 20. децембра, гдје је Барселона у финалу побиједила Ривер Плејт 3:0, у Јокахами и освојила трећу титулу клупског првака свијета и пети трофеј у 2015. На дан 30. децембра, на својој 500 утакмици у дресу Барселоне, постигао је гол у побједи од 4:0 против Бетиса.
На дан 11. јануара 2016. освојио је ФИФА златну лопту по пети пут, испред Кристијана Роналда и Нејмара. На дан 3. фебруара, постигао је хет трик у побједи од 7:0 против Валенсије првој утакмици полуфинала Купа краља, на Камп ноуу. У побједи од 6:1 против Селте Виго, у 24 голу, постигао је један гол, док је асистирао Суарезу из пенала. Неки су његов потез описали као „додир генија“, док су га други критиковали због непоштовања противника. Фудбалери Селте нису се бунили, а тренер — Роберто Бонано, бранио је такво извођење пенала, изјавивши: „нападачи Барселоне су пуни поштовања.“ Пенал је био сличан ономе који је Јохан Кројф извео за Барселону 1982, а многи навијачи су оцијенили да је пенал посвећен њему, јер се тада борио са раком плућа. Кројф је изјавио да је био срећан са игром, а да је потез легалан и забаван.
На дан 17. фебруара, постигао је 300 гол у лиги, у побједи од 3:1 на гостовању Спортинг Хихону. Неколико дана касније, постигао је оба гола у побједи од 2:0 против Арсенала у осмини финала Лиге шампиона, а други гол био је 10,000 гол Барселоне у званичним такмичењима. На дан 17. априла, постигао је гол у поразу 2:1 кући од Валенсије, што му је био 500 гол у каријери. Сезону је завршио са двије асистенције у побједи од 2:0 против Севиље у финалу Купа краља, 22. маја 2016, а Барселона је освојила дуплу круну другу годину заредом. Завршио је са 41 постигнутим голом и 23 асистенције, чиме је оборио сопствени рекорд, који је поставио годину раније.

#### 2016/17: Четврта златна копачка
„Меси је неизоставан, али ми остали смо замјењиви. Не, клуб је већи од било ког тренера, од било ког играча, изузев Леа. То је реалност и ви морате да је прихватите.“

– Хавијер Маскерано, у интервјуу за званични часопис Барселоне.
Сезону 2016/17. почео је у Суперкупу Шпаније, гдје је био капитен, јер је Андрес Инијеста био повријеђен; асистирао је Муниру код гола у побједи од 2:0 у првој утакмици, док је у реваншу постигао један гол и уписао асистенцију Арди Турану, у побједи од 3:0. Три дана касније, постигао је два гола и уписао асистенцију, у побједи од 6:2 против Бетиса. На дан 13. септембра, уписао је први хет трик у сезони, у побједи од 7:0 против Селтика у првом колу групне фазе Лиге шампиона, остваривши тако шести хет трик у Лиги шампиона, што је највећи број икада који је постигао један играч. Недељу дана касније, повриједио се у ремију од 1:1 против Атлетико Мадрида и морао је да паузира три недеље. Вратио се на терен 16. октобра, у побједи од 4:0 против Депортиво ла Коруње, гдје је ушао у игру у 55 минуту, умјесто Серхиа Бускетса и постигао је гол након три минута. Три дана касније, постигао је седми хет трик у Лиги шампиона и 37 за Барселону, у побједи од 4:0 против Манчестер Ситија. На дан 1. новембра, у поразу 3:1 од Манчестер Ситија, постигао је 54 гол у групној фази Лиге шампиона, срушивши рекорд Раула од 53 гола.
Годину је завршио са 51 постигнутим голом, чиме је био најбољи стријелац Европе, са једним голом испред Ибрахимовића. Након што је завршио на другом мјесту у избору за Златну лопту 2016, завршио је на другом мјесту и у избору за најбољег ФИФА фудбалера, поново иза Кристијана Роналда, а церемонија је одржана 9. јануара 2017. На дан 11. јануара, постигао је гол из слободног ударца у побједи од 3:1 против Атлетик Билбаа, у реванш утакмици осмине финала Купа краља, захваљујући чему је Барселона прошла у четвртфинале. Са 26 постигнутим голом из слободног ударца за Барселону у свим такмичењима, изједначио је клупски рекорд, који је поставио Роналд Куман. У 18 колу, постигао је гол у побједи од 5:0 против Лас Палмаса, чиме је изједначио рекорд Раула по броју тимова у лиги против којих је постигао гол, са 35.
На дан 4. фебруара 2017, у 21 колу, у побједи од 3:0 против Атлетик Билбаа, постигао је 27 гол из слободног ударца, чиме је срушио рекорд Кумана, поставши играч са највише постигнутих голова из слободних удараца за Барселону. На дан 23. априла, постигао је два гола у побједи од 3:2 на гостовању против Реал Мадрида, од чега је постигао побједоносни гол у надокнади времена, који је уједно био и његов 500 гол за Барселону. Гол је прославио тако што је скинуо дрес и подигао га увис, окренувши своје име и број према публици, што је разбјеснело навијаче Реал Мадрида. На дан 27. маја, постигао је гол и уписао асистенцију, за Пака Алкасера, у побједи од 3:1 против Алавеса, у финалу Купа краља и проглашен је за играча утакмице. Сезону је завршио са постигнутих 54 гола и 16 асистенција у свим такмичењима, а у Ла лиги је постигао 37 голова, захваљујући чему је добио награду за најбољег стријелца лиге и награду Златно стопало за најбољег стријелца Европе, по четврти пут у каријери.

#### 2017/18: Титула у првенству и пета златна копачка
Сезону 2017/18. почео је са голом из пенала, у поразу 3:1 кући од Реал Мадрида, у првој утакмици
Суперкупа Шпаније. Такође, повећао је рекорд по броју голова у дербију, постигавши 24 званични и 25 гол против Реала укупно.
На дан 9. септембра, постигао је први хет трик у новој сезони, у побједи од 5:0 против Еспањола. У првом колу групне фазе Лиге шампиона, постигао је два гола у побједи од 3:0 против Јувентуса, док је, недељу дана касније, постигао четири гола у побједи од 6:1 против Еибара. Три недеље касније, 1. октобра, одиграо је 594 утакмицу за Барселону, чиме је дошао на треће мјесто по броју одиграних утакмица за клуб, престигавши Пујола; постигао је два гола и уписао асистенцију Бускетску, у побједи од 3:0 против Лас Палмаса. Утакмица је играна пред празним трибинама, због нереда у Каталонији, након Референдума о независности Каталоније.
На дан 18. октобра, на свом 122 наступу за клуб у европским такмичењима, постигао је 97 гол у Лиги шампиона и укупно стоти у свим УЕФА такмичењима, у побједи од 3:1 против Олимпијакоса. Постао је тако други играч, након Кристијана Роналда, који је стигао до 100 голова у европским такмичењима, али је одиграо 21 утакмицу мање од Роналда. На дан 4. новембра, одиграо је 600 утакмицу за Барселону, у побједи од 2:1 против Севиље. Након примања четврте златне копачке, 25. новембра је потписао нови уговор, до 2021, уз откупну клаузулу од 700 милиона евра. На дан 7. јануара, одиграо је 400 утакмицу у Ла лиги, у побједи од 3:0 против Левантеа. На утакмици, уписао је 144 асистенцију у лиги и постигао је свој 365 лигашки гол за клуб, чиме је изједначио рекорд Герда Милера по броју постигнутих голова у лиги за један клуб у пет најјачих европских лига. Недељу дана касније, срушио је рекорд, постигавши гол из слободног ударца, у побједи од 4:2 против Реал Сосиједада.
На дан 4. марта, постигао је гол из слободног ударца, у побједи од 1:0 против Атлетико Мадрида, чиме је стигао до 600 постигнутих голова у каријери. На дан 14. марта, постигао је два гола у побједи од 3:0 против Челсија, у реванш утакмици осмине финала Лиге шампиона, поставши тако други играч који је дошао до 100 датих голова у Лиги шампиона, након Кристијана Роналда, али на мање утакмица, са мање година и из мање удараца на гол. Први гол на утакмици постигао је након два минута и осам секунди, што му је био најбржи гол у каријери, а Барселона је прошла у четвртфинале, 11 сезону заредом. На дан 7. априла, постигао је хет трик у побједи од 3:1 против Леганеса; први гол постигао је из слободног ударца, што му је био шести гол из слободног ударца у сезони, чиме је изједначио рекорд Роналдиња. На дан 21. априла, постигао је гол у побједи од 5:0 против Севиље, у финалу Купа краља, док је уписао једну асистенцију, а Барселона је освојила Куп четврту годину заредом и укупно 30 пут у историји. На дан 29. априла, постигао је хет трик у побједи од 4:2 на гостовању против Депортиво ла Коруње, чиме је Барселона освојила 25 титулу првака Шпаније. На дан 9. маја, постигао је гол у побједи од 5:1 против Виљареала, чиме је Барселона поставила рекорд од 43 утакмице без пораза у лиги. Сезону је завршио поново као најбољи стријелац Ла лиге, са 34 гола, а по пети пут је освојио златну копачку.

#### 2018/19: Капитен Барселоне, десета титула Ла лиге и шеста златна копачка
Након одласка бившег капитена — Андреса Инијесте, у мају 2018, Меси је постављен за новог капитена тима, за сезону 2018/19. На дан 12. августа 2018, подигао је први трофеј као капитен, након побједе од 2:1 против Севиље, у Суперкупу Шпаније. У првом колу Ла лиге, постигао је гол из слободног ударца, у побједи од 3:0 против Алавеса; његов гол био је 6,000 гол Барселоне у Ла лиги. На дан 18. септембра, постигао је хет трик у побједи од 4:0 против ПСВ-а, у првом колу групне фазе Лиге шампиона, поставивши нови рекорд по броју хет трикова у такмичењу, са осам. На дан 20. октобра, постигао је гол и уписао асистенцију Филипеу Кутињу, у побједи од 4:2 против Севиље, у првих 12 минута, али је морао да изађе у 26 минуту, након што је пао и повриједио руку. Каснији тестови показали су да је сломио радијалну кост, због чега је морао да паузира три недеље. На дан 8. децембра, постигао је два гола из слободних удараца у побједи од 4:0 против Еспањола. Први гол који је дао, био му је десети у лиги, чиме је постао први играч у историји који је постигао барем 10 голова у 13 узастопних сезона у Ла лиги.
На дан 13. јануара, постигао је 400 гол у Ла лиги, на 435 утакмица, у побједи од 3:0 против Еибара, поставши тако први играч који је стигао до 400 голова у некој од пет најјачих европских лига. На дан 2. фебруара, постигао је оба гола у ремију од 2:2 против Валенсије; први гол дао је из пенала, што је био његов 50 гол из пенала у Ла лиги, поставши тако трећи играч у лиги који је постигао 50 голова из пенала, након Кристијана Роналда и Уга Санчеза. Касније тог мјесеца, клуб је признао да су почели да се припремају за Месијево повлачење у будућности. На дан 23. фебруара, постигао је 50 хет трик у каријери, уз асистенцију Луису Суарезу, у побједи од 4:2 против Севиље у лиги; трећи гол који је дао, био је његов 650 у каријери, за клуб и репрезентацију у сениорској конкуренцији. На дан 16. априла, постигао је два гола у побједи од 3:0 против Манчестер јунајтеда, у реванш утакмици четвртфинала Лиге шампиона, захваљујући чему је Барселона прошла у полуфинале први пут од 2015; такође, голови против Јунајтеда, били су му први у четвртфиналу од 2013.
На дан 27. априла, ушао је у игру у 46 минуту и постигао је једини гол у побједи од 1:0 против Левантеа, чиме је Барселона осигурала освајање титуле; то му је био 450 наступ у каријери у Ла лиги и прва титула као капитена. На дан 1. маја, постигао је два гола у побједи од 3:0 против Ливерпула, у првој утакмици полуфинала Лиге шампиона; други гол који је постигао, био је његов 600 гол за Барселону. У реванш утакмици, Ливерпул је побиједио 4:0 и прошао је у финале. На дан 19. маја, у последњој утакмици у Ла лиги, постигао је оба гола у ремију од 2:2 против Еибара. Постигао је укупно 50 голова у свим такмичењима, од чега 36 у лиги, на 34 утакмице, захваљујући чему је добио награду за најбољег стријелца лиге по шести пут, чиме је изједначио рекорд Заре. Такође, освојио је златну копачку, за најбољег стријелца Европе, по шести пут, а рекордни трећи пут заредом. На дан 25. маја, постигао је последњи гол у сезони, у поразу од 2:1 против Валенсије у финалу Купа краља.

#### 2019/20: Шеста златна лопта
На дан 5. августа 2019, објављено је да ће пропустити турнеју Барселоне у САД, због повреде листа десне ноге. На дан 19. августа, његов гол против Бетиса номинован је за гол године — награду Пушкаш. Касније током мјесеца, обновио је повреду листа, због које је морао да пропусти првих неколико утакмица Ла лиге, а на терен се вратио у току репрезентативне паузе. На дан 2. септембра, нашао се на скраћеном списку, од три играча, за награде Најбољи ФИФА фудбалер и за најбољи гол; добио је награду за ФИФА фудбалера по шести пут, док је, у избору за најбољи гол, завршио на другом мјесту, иза Данијела Жорија из Ференцвароша.
Прву утакмицу за Барселону у сезони, одиграо је у петом колу Ла лиге, 17. септембра, а први гол постигао је 6. октобра, из слободног ударца, у побједи од 4:0 против Севиље; то му је био 420 гол у Ла лиги, чиме је оборио рекорд Кристијана Роналда од 419 голова у пет најјачих европских лига. На дан 23. октобра, постигао је гол у побједи од 2:1 против Славије из Прага, у трећем колу групне фазе Лиге шампиона, поставши тако први играч који је постигао гол у 15 сезона Лиге шампиона заредом. Такође, изједначио је рекорд који су заједно држали Кристијано Роналдо и Раул, по броју противника против којих је дао гол у такмичењу, са 33. На дан 29. октобра, постигао је гол из слободног ударца, уз двије асистенције, у побједи од 5:1 против Ваљадолида; голом против Ваљадолида, стигао је до 50 постигнутих голова из слободног ударца у каријери. У том тренутку, са 608 голова у каријери за клуб, престигао је Кристијана Роналда. На дан 9. новембра, постигао је хет трик у побједи 4:1 против Селте, од чега је два гола дао из слободног ударца. То му је био 34 хет трик у Ла лиги, чиме је изједначио рекорд Кристијана Роналда. На дан 27. новембра, на својој 700 утакмици за Барселону, постигао је гол уз двије асистенције за побједу од 3:1 против Борусије Дортмунд, у петом колу групне фазе Лиге шампиона; то је био 34 клуб против којег је постигао гол у такмичењу, чиме је срушио рекорд Роналда и Раула. На дан 2. децембра, освојио је Златну лопту, по рекордни, шести пут. Шест дана касније, постигао је хет трик у побједи од 5:2 против Мајорке, чиме је стигао до 35 хет трика у Ла лиги, оборивши рекорд Роналда.
На дан 17. фебруара 2020, добио је награду Лауреус академије за најбољег спортисту на свијету, заједно са Луисом Хамилтоном, поставши тако први фудбалер и први играч из екипних спортова који је добио награду. Пет дана касније, постигао је четири гола у побједи од 5:0 против Еибара кући, док је 7. марта постигао гол из пенала у побједи од 1:0 против Реал Сосиједада, у 27 колу. Након утакмица 27 кола, лига је прекинута због пандемије ковида 19; а настављена је у јуну. На дан 14. јуна, у првој утакмици након паузе, постигао је гол уз асистенцију, у побједи од 4:0 против Мајорке, поставши тако први играч у Ла лиги који је постигао барем 20 голова на 12 узастопних сезона. На дан 30. јуна, постигао је гол из пенала, тако што је извео потез који се назива паненка, у ремију од 2:2 против Атлетико Мадрида, чиме је стигао до 700 постигнутих голова у каријери. На дан 11. јула, уписао је асистенцију Артуру Видалу, у побједи од 1:0 против Ваљадолида, што је била његова 20 асистенција у сезони, чиме је изједначио рекорд Чавија по броју асистенција у једној сезони Ла лиге, из сезоне 2008/09. Са 22 постигнута гола, постао је тек други играч који је у једној сезони уписао преко 20 голова и асистенција у пет најјачих европских лига, након Анрија, који је то постигао у сезони 2002/03. играјући за Арсенал. На дан 19. јула, у последњој утакмици у сезони, постигао је два гола у побједи од 5:0 на гостовању против Алавеса, захваљујући чему је сезону завршио као најбољи стријелац лиге, са 25 голова, освојивши тако награду за најбољег стријелца лиге по, рекордни, седми пут, чиме је престигао Зару; завршио је и као најбољи асистент, са 21 асистенцијом, поставивши рекорд по броју асистенција у једној сезони у Ла Лиги и Европи. На дан 9. августа, у реванш утакмици осмине финала Лиге шампиона против Наполија, постигао је један гол и изборио пенал, у побједи од 3:1, за пролаз у четвртфинале. На дан 15. августа, Бајерн Минхен је побиједио Барселону 8:2 у четвртфиналу у Лисабону, што је био Месијев најтежи пораз у каријери.

#### Август 2020: Жеља да напусти Барселону
„Нисам био срећан и хтио сам да одем. Није ми то дозвољено на било који начин и остаћу у клубу да не би улазили у правни спор. Менаџмент клуба, који предвoди Бартомеу је катастрофа. Моја љубав према Барси никада се неће промијенити.“

– Меси у интервјуу за вебсајт Goal, о промјени одлуке да напусти Барселону, 4. септембра 2020.
Након све већег незадовољства са правцем којим иде клуб, на терену и ван њега, Барселона је објавила да им је Меси доставио документ у којем је изразио жељу да напусти клуб, 25. августа 2020. Објава је изазвала значајну реакцију медија, јавности, предсједника Каталоније — Квима Торе, као и његових бивших и тренутних саиграча, који су подржали Месија. На дан 26. августа, спортски директор Барселоне — Рамон Планес, изјавио је да је жеља клуба да гради тим око „најважнијег фудбалера на свијету“, додавши да Меси може једино да оде ако неко плати откупну клаузулу од 700 милиона евра. Меси је имао опцију да пријевремено раскине уговор, што би му омогућило да напусти клуб за џабе, али је, по наводима медија, то могао да искористи само да је изразио жељу да оде до 31. маја 2020. Његови представници су тврдили да би рок требало се помјери до 31. августа, јер је сезона била прекинута због пандемије ковида 19. На дан 30. августа, Ла лига је објавила саопштење да су Месијев уговор и откупна клаузула и даље активни.
На дан 4. септембра, Месијев отац и агент — Хорхе Меси, објавио је саопштење као одговор на тврдње Ла лиге о откупној клаузули, у коме је писало да клаузула није валидна када уговор прекида играч, својом вољом, како и пише у уговору са Барселоном. Истог дана, Ла лига је објавила ново саопштење, надовезујући се на своје претходно, које је објавила 30. августа. Касније истог дана, Меси је, у интервјуу за вебсајт Goal, објавио да ће остати у Барселони за последњу годину уговора, а предсједник клуба — Бартомеу, рекао је да Меси на крају сваке сезоне може да одлучи хоће ли да остане или оде. Остао је тако са двије опције, да остане или да иде на суд, због чега је изјавио: „никад нећу отићи на суд против клуба мог живота.“

#### 2020/21: Највише наступа и највише голова за Барселону
На дан 27. септембра, почео је сезону 2020/21, постигавши гол из пенала у побједи од 4:0 против Виљареала, у првом колу Ла лиге. Два дана прије утакмице, поново је критиковао клуб, овога пута због начина на који је Луис Суарез отишао, изјавивши: „у овом тренутку, ништа ме више не изненађује.“ На дан 20. октобра, постигао је гол и уписао асистенцију у побједи од 5:1 против Ференцвароша у Лиги шампиона, поставши тако први фудбалер у историји такмичења који је постигао гол у 16 сезона заредом. Номинован је за награду Најбољи ФИФА фудбалер, након чега се нашао и на ужем списку, међу последња три играча. На дан 29. новембра, постигао је гол у побједи од 4:0 против Осасуне, након чега је открио дрес бившег клуба — Њуелс олд бојса, са ликом Марадоне, како би одао почаст Марадони, који је преминуо четири дана раније; подигао је дрес према екрану са обје руке, како би показао Марадонин лик на стадиону. Дрес је реплика дреса са бројем 10, који је носио Марадона током периода у клубу, 1993. На дан 17. децембра, завршио је на трећем мјесту у избору за најбољег ФИФА фудбалера, иза Роберта Левандовског и Кристијана Роналда, а нашао се у ФИФА FIFPro идеалном тиму сезоне, 14 пут заредом.
На дан 23. децембра, у 15 колу, постигао је 644 гол за Барселону, у побједи од 3:0 против Ваљадолида, чиме је престигао Пелеа по броју постигнутих голова за један клуб; Пеле је постигао 643 гола за Сантос. Како би прославили његов успјех, компанија бадвајзер је послала боце пива сваком голману против којег је дао гол. На дан 17. јануара 2021. по први пут у клупској каријери је добио црвени картон, због насилничког понашања, ударивши руком у главу Асијера Вилалибреа, у последњим минутима продужетка у финалу Суперкупа Шпаније, у којем је Барселона изгубила 3:2 од Атлетик Билбаа. На дан 10. марта, постигао је гол у ремију 1:1 на гостовању Париз Сен Жермену у реванш утакмици осмине финала Лиге шампиона, док је промашио пенал, а Барселона је испала у осмини финала по први пут послије 14 година, након што је Париз Сен Жермен побиједио 4:1 у првој утакмици.. На дан 21. марта, постигао је два гола у побједи од 6:1 над Реал Сосиједадом у 26 колу Ла лиге, такође, на утакмици је срушио Чавијев рекорд од 768 наступа за Барселону. На дан 17. априла, постигао је два гола у побједи од 4:0 против Атлетик Билбаа, у финалу Купа краља, чиме је стигао до 13 сезоне заредом у којој је постигао барем 30 голова за клуб, срушивши рекорд Герда Милера од 12 сезона у пет најјачих европских лига. Такође, освојио је 35 трофеј са клубом, чиме је срушио рекорд Рајана Гигса по броју трофеја за један клуб. Пет дана касније, постигао је два гола уз асистенцију, у побједи од 5:2 против Хетафеа, након чега је, у 33 колу, дао гол у поразу 2:1 кући од Гранаде, због чега је Барселона остала два бода иза Атлетико Мадрида.
На дан 2. маја, постигао је два гола у побједи од 3:2 на гостовању Валенсији у 34 колу, од чега други из слободног ударца, након што је промашио пенал про вођству Валенсије 1:0. На дан 11. маја, постигао је гол у ремију 3:3 против Левантеа у 36 колу, након што је Барселона водила 2:0 на полувремену, а због ремија, пала је на треће мјесто на табели, четири бода иза Атлетико Мадрида. У 37 колу, постигао је гол у поразу 2:1 кући против Селте. Постигао је гол за вођство од 1:0, након чега је Санти Мина постигао два гола, од чега други у 89 минуту, за побједу Селте, чиме је Барселона остала без шанси за титулу. Због тога што није имала шансе за титулу, Барселона је пустила Месија раније, како би се одморио и припремио за Копа Америку, због чега је пропустио утакмицу последњег кола.
Сезону је завршио са постигнутих 38 голова на 47 мечева у свим такмичењима. Постигао је 30 у Ла лиги и освојио је трофеј Пичичи, за најбољег стријелца лиге, осми пут у каријери, а пети пут заредом, чиме је срушио рекорд који су држали Алфредо ди Стефано и Уго Санчез, који су завршили као најбољи стријелци лиге четири пута заредом.

### Париз Сен Жермен

#### 2021/22: Прилагођавање у првој сезони
На дан 10. августа 2021. године, прешао је у француски клуб Париз Сен Жермен, са којим је потписао двогодишњи уговор, са опцијом да се продужи на још једну годину. Изабрао је број 30, исти број који је носио као јуниор и када је дебитовао за Барселону.
За клуб је дебитовао 29. августа, у побједи од 2 : 0 против Ремса, када је упао у игру у другом полувремену умјесто Нејмара. Његов деби у просјеку је гледало око 2,2 милиона људи у Шпанији преко телевизије, док је утакмицу између Барселоне и Хетафеа која је играна у истом периоду гледало у просјеку око 591.000 људи. Први пут је у стартној постави био 15. септембра, у ремију 1 : 1 на гостовању против Клуб Брижа у првом колу групне фазе Лиге шампиона. Четири дана касније дебитовао је пред домаћим навијачима у побједи од 2 : 1 против Олимпик Лиона. Први гол постигао је 28. септембра ударцем са ивице шеснаестерца, у побједи од 2 : 0 против Манчестер Ситија у Лиги шампиона. Први гол у првенству Француске постигао је 21. новембра, у побједи од 3 : 1 против Нанта. Недељу дана касније уписао је три асистенције у побједи од 3 : 1 на гостовању против Сент Етјена, што му је био пети пут у каријери да је остварио хет-трик асистенција на утакмици. Након што је у календарској години 2021. за клубове и репрезентацију постигао 40 голова и са Аргентином је освојио Копа Америку, по седми пут је освојио Златну лопту, испред Роберта Левандовског и Жоржиња, поставши други играч из француског првенства који је освојио Златну лопту, након Жан Пјера Папена 1991. Многи су истакли да је Левандовски заслужио награду испред Месија и критиковали су организаторе због тога, док је сам Меси изјавио да је Левандовски заслужио златну лопту и да France Football треба да му поклони једну.

„Размишљам о томе да могу да преокренем ситуацију, о томе да немам осјећај да сам промијенио клуб и да ми то није добро ишло. Већ сам спреман за оно што слиједи, знам клуб, знам град, мало ми је пријатније у свлачионици, са саиграчима и знам да ће бити другачије.“

Меси о својој тешкој првој сезони у ПСЖ-у и како жели да напредује у својој другој сезони у интервјуу за TyC Sports.
На дан 2. јануара 2022. године, објављено је да је позитиван на ковид 19 и да ће пропустити двије утакмице. Вратио се на утакмици против Ремса 23. јјануара, када је ушао у другом полувремену и уписао је асистенцију у побједи од 4 : 0. На дан 13. марта, на утакмици против Бордоа на Парку принчева, навијачи су звиждали њему и Нејмару због тога што је Париз Сен Жермен испао од Реал Мадрида у осмини финала Лиге шампиона. Тренер Маурисио Почетино изјавио је након утакмице: „судити Месију на овај начин је неправедно. Била је то година учења и то не само на професионалном нивоу доласка у Париз Сен Жермен, у новој лиги и са новим саиграчима, већ и на породичном нивоу.“ На дан 23. априла постигао је гол за реми 1 : 1 против Ланса, чиме је Париз Сен Жермен освојио десету титулу првака Француске.
Сезону је завршио 11 голова и 14 асистенција у свим такмичењима, од чега је дао шест у Лиги 1 и није успио да постигне десет голова у првенству по први пут од сезоне 2005/06.

#### 2022/23: Повратак у форму
Након прилагођавања на ново окружење и селидбе у Париз, на почетку сезоне 2022/23. под новим тренером Кристофом Галтјеом вратио се на позицију плејмејкера иза два нападача у нападачком трију са Нејмаром и Мбапеом. На отварању сезоне, постигао је гол у побједи од 4 : 0 против Нанта у Суперкупу Француске, чиме је освојио други трофеј са клубом.
Због слабије форме током претходне сезоне, није био номинован за Златну лопту први пут након 2005. На дан 21. августа асистирао је Мбапеу у осмој секунди утакмице, за други најбржи гол свих времена у првенству Француске, а затим је постигао гол у побједи од 7 : 1 на гостовању против Лила. У наредним утакмицама постигао је један гол и уписао пет асистенција и добио је награду за играча мјесеца за септембар. На дан 5. октобра постигао је гол за реми 1 : 1 против Бенфике, чиме је постао први фудбалер у историји који је постигао гол против 40 различитих клубова у Лиги шампиона. На дан 25. октобра постигао је два гола у побједи од 7 : 2 против Макаби Хаифе, чиме је поставио рекорд по броју постигнутих голова изван шеснаестерца у Лиги шампиона, са 23 гола. Четири дана касније постигао је гол и уписао асистенцију у побједи од 4 : 3 против Трое, што му је био седми гол у првенству и 12 у свим такмичењима, надмашивши учинак од претходне сезоне након 18 утакмица.
На дан 26. фебруара, постигао је гол и уписао је двије асистенције у побједи од 3 : 0 против Олимпик Марсеја; гол који је постигао био му је 700 гол за клубове у каријери. На дан 11. марта асистирао је Мбапеу у последњем минуту за побједу од 2 : 1 против Бреста, што му је била 300 асистенција у каријери. На дан 8. априла постигао је гол и уписао је асистенцију Серхију Рамосу у побједи од 2 : 0 на гостовању против Нице у 30. колу Лиге 1, чиме је Париз Сен Жермен задржао шест бодова предности испред Ланса на првом мјесту. Гол који је постигао био му је 702 за клубове у каријери, чиме је престигао Кристијана Роналда на првом мјесту по броју голова за европске клубове.
На дан 2. маја суспендован је на двије недјеље и кажњен је новчано након што је без дозволе клуба отпутовао са породицом у Саудијску Арабију као дио промотивног спонзорског уговора; није дошао на тренинг претходног дана који је заказан након што је Париз Сен Жермен изгубио 3 : 1 од Лоријена. Као дио казне, такође није укључен у тим на тренинзима током трајања суспензије. Наредног дана, 3. маја, објављено је да ће напустити клуб на крају сезоне, када му истекне уговор.

## Репрезентативна каријера

### 2004—2005: Успјеси у младој репрезентацији
Пошто је имао двојно држављанство Аргентине и Шпаније, могао је да игра за обје репрезентације. Селектори репрезентације Шпаније до 17 година, тражили су од њега да се придружи репрезентацији 2003, након што је директор фудбала Барселоне — Карлес Рексач, обавијестио фудбалски савез Шпаније о њему. Меси је одбио понуду, јер је од дјетињства хтио да игра за Аргентину. Како би спријечили Шпанију да даље преговара са њим, фудбалски савез Аргентине је организовао двије пријатељске утакмице за играче до 20 година, у јуну 2004, против Парагваја и Уругваја, како би додатно учврстили његов статус као фудбалера Аргентине код ФИФА. Пет дана након 17 рођендана, 29. јуна, дебитовао је за младу репрезентацију, против Парагваја, постигавши гол уз двије асистенције, у побједи од 8:0. Уврштен је у тим за првенство Јужне Америке за играче до 20 година 2005. Пошто није имао чврстоћу као саиграчи, због проблема које је имао са хормоном раста, улазио је са клупе на шест од девет утакмица. Против Венецуеле је добио награду за играча утакмице, док је постигао побједоносни гол, у побједи од 2:1 против Бразила, у последњој утакмици, помогавши Аргентини да се пласира на Свјетско првенство за играче до 20 година.
Пошто је био свјестан физичких ограничења, упослио је приватног тренера, како би повећао мишићну масу, након чега се вратио у тим за Свјетско првенство, које је одржано у Холандији 2005. Након што је изостављен из стартне поставе у првој утакмици, у поразу 1:0 од Сједињених Држава, старији играчи у тиму, тражили су од селектора — Франсиска Фераре, да уврсти Месија у стартну поставу, јер су га сматрали најбољим играчем. Након побједе против Египта и Њемачке, Аргентина је прошла групну фазу, а у осмини финала, играла је против Колумбије. Меси је постигао изједначујући гол, док је Хулио Баросо постигао гол за побједу у 90 минуту. У четвртфиналу, дао је гол у побједи од 3:1 против Шпаније, након чега је постигао гол уз асистенцију у побједи од 2:1 против Бразила у полуфиналу; у финалу, постигао је гол из пенала, у побједи од 2:1 против Нигерије и добио је награду за најбољег играча првенства, док је, са шест голова, био најбољи стријелац, а Аргентина је освојила пету титулу. Његове игре довеле су до поређења са Марадоном, који је предводио Аргентину до титуле на Свјетском првенству 1978.

### 2005—2006: Деби на Свјетском првенству
Како би му одао признање за успјехе у младој репрезентацији, селектор сениорске репрезентације Аргентине — Хозе Пакерман, позвао га је за пријатељску утакмицу против Мађарске. На дан 17. августа 2005, са 18 година, дебитовао је за репрезентацију, гдје је ушао у 64 минуту, умјесто Лисандра Лопеза, али је добио црвени картон након два минута, због фаула над Вилмосом Ванчаком; Ванчак га је ухватио за мајицу, након чега га је Меси ударио руком у покушају да се ослободи, што је судија окарактерисао као намјерно ударање и дао му је црвени картон. Након утакмице, саиграчи су га затекли како плаче у свлачионици. У тим се вратио 3. септембра, у поразу од Парагваја 1:0, у квалификацијама за Свјетско првенство 2006; прије утакмице, меч је назвао поновним дебијем. Као стартер, први пут је играо у квалификацијама против Перуа, гдје је изборио пенал из којег је Хуан Роман Рикелме постигао водећи гол у 81 минуту, у побједи од 2:0. Након утакмице, Пакерман је изјавио да је Меси драгуљ. Постао је стандардан у првом тиму пред почетак Свјетског првенства, а први гол постигао је 1. марта 2006, у поразу од Хрватске 3:2, у пријатељској утакмици. Иван Класнић је дао гол за вођство Хрватске, након чега је изједначио Карлос Тевез, а Меси је дао гол за преокренут; Даријо Срна је изједначио, а Дарио Шимић је дао гол за побједу Хрватске. Неколико недеља прије првенства, доживио је повреду тетиве, која му је угрозила учешће на Свјетском првенству, али је ушао у састав тима и повратио је форму пред почетак такмичења.
Током Свјетског првенства 2006, на првој утакмици групне фазе, против Обале Слоноваче, није улазио у игру. У утакмици другог кола, против Србије и Црне Горе, у побједи од 6:0, ушао је у игру у 74 минуту, умјесто Максија Родригеза, поставши тако најмлађи играч Аргентине на Свјетском првенству икада. Асистирао је Креспу код гола у 78 минуту, након чега је дао гол на асистенцију Тевеза, поставши тако најмлађи стријелац на првенству 2006. и шести најмлађи стријелац у историји Свјетског првенства. Пошто је Аргентина обезбиједила пролаз у осмину финала, у трећем колу против Холандије, већина првотимаца је пропустила утакмицу, због чега је Меси почео као стартер; утакмица је завршена 0:0, а Аргентина је прошла у нокаут фазу са првог мјеста. У осмини финала, против Мексика, која је играна на његов 19 рођендан, ушао је у игру у 84 минуту, при резултату 1:1. Постигао је гол, али је он поништен због офсајда. У продужецима, Макси Родригез је дао гол за пролаз. У четвртфиналу, против Њемачке, није играо, а Аргентина је изгубила 4:2 на пенале и испала. У Аргентини, критикована је одлука Пакермана да не уведе Месија у игру, јер су навијачи вјеровали да би он промијенио исход.

### 2007—2008: Финале Копа Америке и злато на Олимпијским играма
Како је временом стекао статус једног од најбољих фудбалера на свијету, био је стандардан у репрезентацији, коју је предводио Алфио Базиле и која је била фаворит на Копа Америци 2007, у Венецуели. У првом колу, уписао је асистенцију у побједи од 4:1 против Сједињених Америчких Држава, након чега је изборио пенал, који је дао Креспо, у побједи од 4:2 против Колумбије, у другом колу. Пошто су, са двије побједе, осигурали пролаз, у трећем колу, у побједи од 1:0 против Парагваја, био је на клупи, а ушао је у 67 минуту умјесто Естебана Камбијаса, након чега је асистирао Маскерану за гол. У четвртфиналу, постигао је гол у побједи од 4:0 против Перуа, након чега је дао гол и против Мексика, у побједи од 3:0 у полуфиналу. У финалу, Аргентина је изгубила од Бразила 3:0. Пораз је сматран великим изненађењем, јер за Бразил није играло неколико најбољих играча. Јавност у Аргентини је критиковала играче, посебно прву звијезду тима — Хуана Романа Рикелмеа, док је Меси био поштеђен критика због година. Добио је награду за најбољег младог играча турнира.
Прије Олимпијских игара 2008, Барселона је правно забранила Месију да наступа за Аргентину, јер се фудбалски турнир поклапао са квалификационим утакмицама Барселоне за Лигу шампиона. Након што се умијешао новопостављени тренер — Пеп Гвардиола, који је освојио златну медаљу на Олимпијским играма 1992, дозвољено му је да се придружи репрезентацији Аргентине. На првој утакмици, постигао је водећи гол и асистирао је Лаутару Акости, у побједи од 2:1 против Обале Слоноваче. Након побједе од 1:0 против Аустралије, голом Лавеција, Аргентина је обезбиједила пролаз, а Меси није играо у трећем колу, против Србије, гдје је Аргентина побиједила 2:0, головима Езекијела Лавеција и Дијега Буонанотеа. У четвртфиналу, постигао је водећи гол против Холандије, након чега је Анхел ди Марија постигао гол за побједу од 2:1 на продужетке. У полуфиналу, Аргентина је побиједила Бразил 3:0, са два гола Серхија Агвера и голом Рикелмеа и пласирала се у финале, гдје је играла против Нигерије. У 58 минуту, Меси је асистирао Ди Марији за једини гол на утакмици, а изашао је из игре у 90 минуту, док је Аргентина освојила златну медаљу. Заједно са Рикелмеом, проглашен је за најбољег играча турнира.

### 2008—2011: Период лоших резултата
Од краја 2008, репрезентација је пролазила кроз период лоших резултата. За новог тренера постављен је Марадона, који је водио Аргентину на Свјетском првенству 2010, а учешће на првенству, обезбиједила је тек у последњој утакмици квалификација, побједом 1:0 против Уругваја. Током квалификација, јавност је критиковала тактику Марадоне, посебно то што Меси није играо на својој позицији, а на осам утакмица колико је Марадона био селектор у квалификацијама, постигао је само један гол, у побједи од 4:0 против Венецуеле. Током те утакмице, носио је дрес са бројем 10 по први пут у репрезентацији, након што се Рикелме повукао. Укупно, постигао је четири гола на 18 утакмица у квалификацијама. Прије првенства, Марадона се састао са Месијем у Барселони, како би разговарали о тактици. Меси је тражио формацију 4–3–1–2, у којој би играо плејмејкера, иза два нападача, што је била његова омиљена позиција од дјетињства.
Упркос лошој игри у квалификацијама, били су фаворити за титулу. У првом колу групне фазе, Меси је имао више удараца, није постигао гол, али је Аргентина побиједила 1:0. У другом колу, у побједи од 4:1 против Јужне Кореје, учествовао је код сва четири гола. Са двије побједе, Аргентина је обезбиједила пролаз у нокаут фазу, због чега су многи стартери одмарали у трећем колу, али је Меси одбио да буде на клупи. Против Грчке, носио је капитенску траку по први пут, гдје је учествовао код другог гола, у побједи од 2:0 и Аргентина је прошла групну фазу са првог мјеста. У осмини финала, у побједи од 3:1 против Мексика, асистирао је Тевезу код првог гола.
У четвртфиналу, Аргентина је изгубила од Њемачке 4:0, што им је био пораз са највећом разликом на Свјетском првенству од 1974. ФИФА је навела Месија као једног од десет најбољих играча на првенству, наводећи „његов изванредни темпо и креативност“ као и „спектакуларни и ефикасни дриблинг, ударац и пас“. У домовини, суочио се са великим критикама. Као најбољи фудбалер на свијету, било је очекивано да предводи тим до титуле, као Марадона 1986; није успио да понови игру као у Барселони, што је довело до оптужби да више мари за клуб него за репрезентацију.
Серхио Батиста је замијенио Марадону на мјесту селектора и изјавио је да хоће да гради тим око Месија, кога је поставио да игра на позицији лажне деветке, у формацији 4–3–3, коју је користила и Барселона. Иако је постигао рекордних 53 гола за Барселону у сезони 2010/11, није постигао гол за Аргентину у такмичарским мечевима од марта 2009. Упркос промјени тактике, није успио да да гол на Копа Америци 2011, која је одиграна у Аргентини. Прве двије утакмице групне фазе, против Боливије и Колумбије, завршене су неријешено, а медији и навијачи су сматрали да се није уклопио добро са Тевезом, који је имао велику популарност у Аргентини, након чега су му навијачи звиждали по први пут у каријери. На последњој утакмици, у побједи од 3:0 против Костарике, Тевез није играо, а Меси је уписао двије асистенције. У четвртфиналу против Уругваја, асистирао је Гонзалу Игуаину за изједначујући гол; Аргентина је изгубила 5:4 на пенале, након што је Тевез промашио пенал.

### 2011—2013: Капитен репрезентације
Након неуспјеха на Копа Америци, Алехандро Сабела је именован за новог селектора, у августу 2011. Са само 24 године, Меси је постао капитен репрезентације, након договора Сабеле и бившег капитена — Хавијера Маскерана. У наставку реорганизације тима, Сабела је одлучио да више не зове Тевеза, а позвао је играче са којима је Меси освојио Свјетско првенство за младе и Олимпијске игре. Први гол у такмичарским мечевима за репрезентацију, након двије и по године, постигао је против Чилеа, 7. октобра 2011, у квалификацијама за Свјетско првенство 2014.
Током периода под вођством Сабеле, значајно се повећао његов број постигнутих голова; на 61 утакмици током периода других тренера, постигао је 17 голова, док је на 32 утакмице током трогодишњег вођства Сабеле, постигао 25 голова. Године 2012, постигао је 12 голова на девет утакмица, изједначивши рекорд Габријела Батистуте по броју постигнутих голова за репрезентацију у календарској години. На пријатељској утакмици против Швајцарске, 29. фебруара 2012, постигао је први хет трик за репрезентацију, након чега је, у наредних годину и по, постигао хет трик у пријатељским утакмицама против Бразила и Гватемале. На дан 10. септембра 2013, у последњој утакмици у квалификацијама, постигао је два гола и уписао једну асистенцију, у побједи од 5:2 против Парагваја, чиме је дошао до другог мјеста на листи најбољих стријелаца репрезентације, са 37 голова, иза Батистуте. У квалификацијама, постигао је укупно 10 голова на 14 утакмица и завршио је као други најбољи стријелац, иза Суареза са 11 голова. Са бољим издањима, почео је да се побољшава његов статус у домовини и однос са навијачима.

### 2014—2015: Финала Свјетског првенства и Копа Америке
Прије Свјетског првенства 2014, у Бразилу, постојале су сумње око његове форме, због слабије сезоне, у којој је имао проблема са повредама. У првој утакмици групне фазе, у побједи од 2:1 против Босне и Херцеговине, постигао је гол након што је прошао тројицу играча, а помогао је у креирању акције послије које је Сеад Колашинац постигао аутогол. На утакмици другог кола, против Ирана, постигао је гол са 23 метра, у надокнади времена, за побједу од 1:0, чиме је Аргентина обезбиједила пролаз у нокаут фазу. У последњој утакмици групне фазе, постигао је два гола у побједи од 3:2 против Нигерије. У осмини финала, асистирао је Ди Марији за гол у 118 минуту, у побједи од 1:0 против Швајцарске, на продужетке; на све четири утакмице, добио је награду за играча утакмице. У четвртфиналу, започео је акцију код гола који је постигао Игуаин у 8 минуту, у побједи од 1:0 против Белгије, чиме се Аргентина пласирала у полуфинале по први пут након 1990. У полуфиналу, играли су против Холандије; у регуларном дијелу било је 0:0, а на пенале, Аргентина је побиједила 4:2 и пласирала се у финале.
У финалу, Аргентина је играла против Њемачке, што је била реприза финала 1990, а у медијима, утакмица је названа „Меси против Њемачке“ и „најбољи играч на свијету против најбољег тима на свијету“. У првих пола сата, Меси је започео акцију послије које је Игуаин постигао гол, али је поништен због офсајда. Промашио је неколико шанси, а Марио Геце је постигао гол у 113 минуту, за побједу Њемачке 1:0. Меси је добио награду за најбољег играча првенства, а завршио је као удружени трећи најбољи стријелац, са четири гола, заједно са Нејмаром и Робином ван Персијем, иза Хамеса Родригеза и Томаса Милера. Такође, створио је највише шанси, имао је највише дриблинга, упутио је највише удараца ка голу и упутио је највише паметних лопти ка саиграчима. Ипак, његов избор за најбољег играча првенства, изазвао је критике јавности, посебно због тога што није постигао гол у елиминационој фази. Предсједник ФИФА — Сеп Блатер, изјавио је да је изненађен одлуком, док је Марадона изјавио да је Меси изабран из маркетиншких разлога.
Годину дана након првенства, Аргентина је била први фаворит за освајање Копа Америке. На првој утакмици групне фазе, против Парагваја, постигао је гол из пенала; Аргентина је водила 2:0 на полувремену, али је Парагвај изједначио у 90 минуту и меч је завршен 2:2. У другом колу, Аргентина је побиједила Уругвај 1:0, док је у последњем колу групне фазе, у побједи од 1:0 против Јамајке, одиграо стоту утакмицу за репрезентацију, поставши тако пети аргентински играч који је стигао до 100 одиграних утакмица. На 100 утакмица, постигао је укупно 46 голова, од чега 22 у такмичарским мечевима.
Меси је, по оцјени стручњака, од капитена постао прави лидер тима, који је предводио репрезентацију у нокаут фази. У четвртфиналу, створио је велики број шанси, али није постигао гол; утакмица је завршена 0:0, а на пенале, Аргентина је побиједила 5:4. У полуфиналу, у побједи од 6:1 против Парагваја, уписао је три асистенције, а учествовао је у стварању акција за преостала три гола, након чега је добио велики аплауз са трибина. У финалу, Аргентина је играла против Чилеа и била је фаворит за побједу. Након што је утакмица завршена 0:0 у регуларном дијелу, Чиле је побиједио 4:1 на пенале. Током утакмице, фаулиран је више пута; играо је испод нивоа, али је једини од аргентинских играча дао гол у извођењу пенала. При крају турнира, изабран је за најбољег играча, али је одбио да прими награду. Пошто је Аргентина наставила период без трофеја, који није освојила од 1993, порази на Свјетском првенству и Копа Америци довели су до нових критика Месија од стране медија и навијача у Аргентини.

### 2016—2017: Треће финале Копа Америке, повлачење и повратак
Његово учешће на Копа Америци сентенарио (2016), било је упитно када је повриједио леђа у побједи од 1:0 против Хондураса, у пријатељској утакмици. Касније је објављено да је задобио дубоку модрицу у лумбалном дијелу пршљенова. На првој утакмици, у побједи од 2:1 против Чилеа, није улазио у игру, због забринутости око његове спремности. Иако је објављено да је спреман за утакмицу другог кола, против Панаме, није био у стартној постави; ушао је у 61 минуту, умјесто Аугуста Фернандеза и, у периоду од 11 минута, постигао је хет трик, за побједу од 5:0, а Аргентина је прошла у нокаут фазу. Изабран је за играча утакмице, иако је играо само 19 минута.

„Да ли ме нервира што је Меси оборио рекорд? Мало, да. Идеш широм свијета и људи говоре ’он је најбољи стријелац Аргентине‘. Али предност коју ја имам је та што сам други, иза ванземаљца.“

– Габријел Батистута након што је Меси оборио његов рекорд.
На дан 18. јуна 2016, у четвртфиналу Копа Америке, против Венецуеле, проглашен је за играча утакмице, тако што је постигао гол и уписао двије асистенције, у побједи од 4:1, чиме је изједначио рекорд Габријела Батистуте по броју датих голова за Аргентину, са 54. Три дана касније, оборио је рекорд, постигавши гол из слободног ударца, у побједи од 4:0 у полуфиналу против Сједињених Америчких Држава; такође је уписао асистенцију, а Аргентина се пласирала у финале другу годину заредом, док је Меси проглашен за играча утакмице.
Финале је играно 26. јуна, а Аргентина је поново изгубила од Чилеа на пенале, други пут заредом, а Меси је промашио пенал, изгубивши тако треће финале Копа Америке са Аргентином и четврто финале укупно. Након утакмице, објавио је да је завршио репрезентативну каријеру, изјавивши: „трудио сам се највише што сам могао. Тим је завршен за мене, одлука је донесена.“ Селектор Чилеа — Хуан Антонио Пици, изјавио је након утакмице: „моја генерација не може да га пореди са Марадоном, због онога што је Марадона урадио за аргентински фудбал. Али, мислим да је најбољи играч који је икад играо, данас овдје у Сједињеним Државама“. Турнир је завршио као други стријелац, са пет голова, иза Едуарда Варгаса и као најбољи асистент, са четири асистенције, освојивши такође три пута награду за играча утакмице, више од свих других. Такође, нашао се у идеалном тиму турнира, али је награду за најбољег играча турнира освојио Алексис Санчез.

#### „Не иди Лео“
Након што је објавио повлачење из репрезентације, у Аргентини је почела кампања како би га одговорили од те идеје. Када је тим слетио у Буенос Ајрес, дочекан је од стране навијача са натписима као што су „не иди Лео“. Предсједник Аргентине — Маурисио Макри, изјавио је: „срећни смо, он је једно од животних уживања, поклон је од Бога да имамо најбољег играча на свијету у фудбалској држави као што је наша... Лионел Меси је најбоља ствар коју имамо у Аргентини и морамо да га чувамо.“ Градоначелник Буенос Ајреса — Хорасио Родригез Лорета, открио је статуу Месија у граду, како би га убиједио да размотри одлуку о повлачењу. На друштвеним мрежама, хештег NoTeVayasLeo, постала је тема у тренду, а чак се нашао и на плејлисти платформе Spotify. Кампања је настављена на улицама и авенијама главног града Аргентине, а 2. јула, око 50,000 навијача окупило се користећи слоган, на највећој згради — Обелиско.

#### Повратак
„Много ствари пролазило ми је кроз главу на ноћ финала и озбиљно сам размишљао да се повучем, али моја љубав према мојој држави и овом дресу је превише велика.“

– Меси о промјени одлуке да заврши репрезентативну каријеру, 12. августа 2016.
Недељу дана након што је објавио да се повлачи из репрезентације, аргентински медиј — La Nación, објавио је да Меси размишља о игрању за репрезентацију у квалификацијама за Свјетско првенство 2018, у септембру. На дан 12. августа, објављено је да је промијенио одлуку о напуштању репрезентације и да ће играти у утакмицама у септембру. На дан 1. септембра 2016, на првој утакмици након повратка, постигао је гол у побједи од 1:0 против Уругваја у оквиру квалификација за Свјетско првенство.
На дан 28. марта 2017, кажњен је са четири утакмице суспензије, након што је увриједио помоћног судију у утакмици против Чилеа, која је одиграна 23. марта; такође, кажњен је са 10,000 швајцарских франака. На дан 5. маја, ФИФА је укинула казну, након што се фудбалски савез Аргентине жалио на одлуку. Пред последње утакмице у квалификацијама, Аргентина је била на шестом мјесту, ван зоне пласмана на првенство, ризикујући да се не пласира на Свјетско првенство по први пут након 1970. На дан 10. октобра 2017, постигао је хет трик у побједи од 3:1 на гостовању против Еквадора, што је био први пут да је Аргентина побиједила Еквадор у Киту од 2001. Са три гола, изједначио је рекорд који је поставио Луис Суарез, по броју постигнутих голова у квалификацијама за Свјетско првенство, са 21 голом, срушивши претходни рекорд Ернана Креспа.

### 2018: Свјетско првенство
„Састав је најгори у историји. Иако имају најбољег играча на свијету, нису у стању да створе конкурентан тим. Сви неуспјеси у последње вријеме били су скривени овим генијем без премца.“

– Бивши аргентински фудбалер — Освалдо Ардилес, о лошем квалитету репрезентације који је маскиран Месијем.
Након лоших квалификација, очекивања на првенству нису била велика, док је, у пријатељској утакмици, Аргентина без Месија изгубила 6:1 од Шпаније, у марту 2018. Прије почетка првенства, почеле су спекулације да ли ће то бити последње Свјетско првенство за Месија. На првој утакмици групне фазе, промашио је пенал у ремију од 1:1 против Исланда. У другој утакмици, Аргентина је изгубила 3:0 од Хрватске, након чега је селектор — Хорхе Сампаоли, говорио о недостатку квалитета тима који окружује Месија, изјавивши: „реалност аргентинског тима почива на Месијевој брилијантности.“ Током утакмице, имао је 49 додира са лоптом, од чега само два у шеснаестерцу Хрватске. Сампаоли је изјавио: „једноставно, нисмо могли да му упутимо пас како би му помогли да створи ситуације које користи. Радили смо на томе да му додајемо лопту, али противник је такође радио јако како би га спријечио да прими лопту. Изгубили смо ту битку.“ Фудбалер Хрватске — Лука Модрић, изјавио је послије утакмице: „он је невјероватан играч, али не може да уради све сам.“
У последњој утакмици групне фазе, против Нигерије, постигао је водећи гол, у побједи од 2:1; примио је лопту из средине терена и исконтролисао је у трку, са два додира, након чега је шутнуо у гол са слабијом, десном ногом и погодио, а Аргентина је прошла у елиминациону фазу са другог мјеста. Постао је тако трећи аргентински играч, након Марадоне и Батистуте, који је дао гол на три различита Свјетска првенства; такође, постао је први играч који је постигао гол у три деценије живота. У осмини финала, против Француске, уписао је двије асистенције, Габријелу Меркаду и Агуеру, у поразу од 4:3, након чега је Аргентина испала са првенства. Са двије асистенције, постао је први играч који је уписао асистенцију на четири Свјетска првенства, а такође је постао и први аргентински играч који је уписао двије асистенције на једној утакмици на Свјетском првенству, након Марадоне 1986.
Након првенства, изјавио је да неће играти на пријатељским утакмицама против Гватемале и Колумбије, у септембру 2018, додавши да вјероватно неће играти за репрезентацију до краја године. Његово одсуство из репрезентације и неуспјех да освоји трофеј са њом, довели су до спекулација у медијима да би могао поново да се повуче. Ипак, у марту 2019, позван је у тим за пријатељске утакмице против Венецуеле и Марока. Прву утакмицу за репрезентацију, након Свјетског првенства, одиграо је 22. марта 2019, у поразу од 3:1 против Венецуеле у Мадриду.

### 2019—2020: Треће мјесто на Копа Америци и суспензија
На дан 23. маја, нашао се на списку селектора Лионела Скалонија за Копа Америку 2019. Након пораза у првом колу од 2:0 против Колумбије, постигао је гол за реми 1:1 против Парагваја, у другом колу. У четвртфиналу, Аргентина је побиједила Венецуелу 2:0, али је Меси критикован због лоше игре, након чега је изјавио да ово није његова најбоља Копа Америка, али да је такође квалитет стадиона лош. У полуфиналу, Аргентина је изгубила 2:0 од Бразила, након чега је Меси критиковао суђење током утакмице. У утакмици за треће мјесто, против Чилеа, асистирао је Агуеру за водећи гол, у побједи од 2:1; у 37 минуту, при вођству од 2:0, Гари Медел и Меси су добили црвени картон, због сукоба на терену. Након утакмице, одбио је да прими бронзану медаљу, изјавивши у интервјуу, да је добио црвени картон због коментарисања суђења послије полуфинала. Касније се извинио због тога, али је због црвеног картона кажњен са 1.500 швајцарских франака и једном утакмицом суспензије у квалификацијама за Свјетско првенство 2022. На дан 2. августа, кажњен је са 50.000 долара и три утакмице суспензије од стране КОНМЕБОЛ-а, због коментарисања суђења, због чега је морао да пропусти пријатељске утакмице против Чилеа, Мексика и Њемачке, у септембру и октобру 2019. На дан 15. новембра, постигао је гол за побједу од 1 : 0 против Бразила у Суперкласику Америке.
На дан 10. септембра 2020, фудбалски савез Аргентине, објавио је да је суспензија од једне утакмице укинута и да ће Меси моћи да игра у квалификацијама. На дан 18. септембра, позван је у тим за утакмице у прва два кола квалификација, против Еквадора и Боливије. У утакмици првог кола, постигао је гол из пенала за побједу од 1:0 против Еквадора.

### 2021—2022: Освајање Копа Америке и Свјетског првенства
„Било ми је јасно да морам да се трудим до последњег турнира и да не могу да се повучем из репрезентације а да не освојим нешто.“

– Меси након освајања Копа Америке 2021. у интервјуу за часопис Diario Sport.
На дан 14. јуна 2021. године, постигао је гол из слободног ударца за реми 1 : 1 против Чилеа у првој утакмици Копа Америке 2021. у Бразилу. Недељу дана касније, у побједи од 1 : 0 против Парагваја у трећем колу, одиграо је 147 утакмицу за репрезентацију, чиме се изједначио са Хавијером Маскераном на првом мјесту по броју одиграних утакмица за Аргентину. На дан 28. јуна постигао је два гола и уписао је асистенцију у побједи од 4 : 1 против Боливије у последњој утакмици групне фазе, што му је била 148 утакмица за репрезентацију, чиме је срушио рекорд Маскерана. На дан 3. јула, уписао је двије асистенције и постигао је гол из слободног ударца за побједу од 3 : 0 против Еквадора у четвртфиналу. Три дана касније уписао је асистенцију Лаутару Мартинезу за реми 1 : у полуфиналу против Колумбије, што му је била пета асистенција на турниру, а такође је изједначио свој рекорд из 2016. учествујући у девет голова репрезентације на једном турниру; касније је постигао гол за побједу од 3 : 2 на пенале и пласман у финале, што му је било пето финале неког такмичења са Аргентином. На дан 10. јула, Аргентина је побиједила Бразил 1 : 0 у финалу и освојила је Копа Америку први пут послије 1993. године, изједначивши се са Уругвајем на првом мјесту са 15 титула првака Јужне Америке. Такође, то је Месију био први трофеј са репрезентацијом у каријери. Учествовао је у девет од укупно 12 голова колико је Аргентина дала, поставши четири и уписавши пет асистенција, а заједно са Нејмаром проглашен је за играча турнира; завршио је и као најбољи стријелац турнира са четири гола, колико је дао и Луис Дијаз, али је Меси добио златну копачку због више асистенција.
На дан 9. септембра постигао је хет-трик у побједи од 3 : 0 против Боливије у квалификацијама за Свјетско првенство 2022. чиме је стигао до 79 голова за репрезентацију, срушивши рекорд Пелеа по броју голова једног играча за неку јужноамеричку репрезентацију. У утакмици Финалисима, трећем издању такмичења Куп шампиона КОНМЕБОЛ—УЕФА, које је одиграно 2. јуна 2022. на стадиону Вембли, уписао је двије асистенције у побједи од 3 : 0 против Италије и проглашен је за играча утакмице, освојивши други трофеј са репрезентацијом. Четири дана касније, постигао је свих пет голова у побједи од 5 : 0 против Естоније у пријатељској утакмици, чиме је престигао Ференца Пушкаша на петом мјесту најбољих стријелаца у дресу репрезентације свих времена. Такође, постао је први играч који је постигао пет голова и у неком европском такмичењу за клуб и за репрезентацију.
На дан 22. новембра постигао је гол из пенала за вођство против Саудијске Арабије у првом колу групне фазе на Свјетском првенству; Саудијска Арабија је у другом полувремену преокренула и побиједила 2 : 1, што је описано као највеће изненађење у историји Свјетског првенства. У другом колу, постигао је гол са преко 20 метара за вођство против Мексика, након чега је у финишу асистирао Ензу Фернандезу за побједу од 2 : 0. У последњем колу групне фазе, промашио је пенал против Пољске у првом полувремену, а Аргентина је побиједила 2 : 0. У осмини финала, постигао је водећи гол у побједи од 2 : 1 против Аустралије, у хиљадитој утакмици коју је одиграо у каријери, чиме је постао јужноамерички фудбалер са највише одиграних утакмица, срушивши рекорд Ивана Уртада из Еквадора. Такође, гол који је постигао био му је девети на Свјетским првенствима, чиме је дошао на друго мјесто најбољих стријелаца репрезентације на првенству иза Батистуте са десет, престигавши Марадону и Гиљерма Стабилеа који су постигли по осам. У четвртфиналу, асистирао је Навелу Молини а затим је постигао гол из пенала за вођство од 2 : 0 против Холандије, за коју је Ваут Вегорст постигао голове у 83. и 101. минуту за реми 2 : 2. Након што у продужецима није било голова, постигао је први гол у извођењу једанаестераца, а Аргентина је побиједила 4 : 3. У полуфиналу против Хрватске изједначио је рекорд Лотара Матеуса по броју утакмица на Свјетском првенству, са 25 и постигао је водећи гол из пенала, а затим је асистирао Хулијану Алварезу за побједу од 3 : 0 и пласман у финале. Гол који је постигао био му је 11 на првенствима чиме је престигао Батистуту, поставши најбољи стријелац Аргентине на Свјетском првенству. Прије утакмице против Француске у финалу, изјавио је да ће му то бити последња утакмица на Свјетском првенству у каријери.
У финалу које је играно 18. децембра на стадиону Лусаил Ајконик поставио је рекорд по броју утакмица на Свјетском првенству, са 26. Постигао је гол за вођство из пенала у 23. минуту, чиме је постао први играч након што је уведена елиминациона фаза 1986. који је постигао гол у свакој фази првенства. Након што је Мбапе постигао два гола за два минута и изједначио, играни су продужеци гдје је постигао гол, али је Мбапе поново изједначио у 118. минуту и утакмица је завршена 3 : 3. Постигао је гол у првој серији извођења једанаестераца, а Аргентина је побиједила 4 : 2 и освојила је Свјетско првенство први пут послије 36 година када је освојила првенство са Марадоном. Добио је Златну лопту за најбољег играча првенства, поставши први играч који је освојио Златну лопту на два првенства. Завршио је као други најбољи стријелац са седам голова на седам утакмица, иза Мбапеа који је постигао осам. Током церемоније додјеле пехара огрнут је биштом, традиционалним арапским огртачем за мушкарце, а пехар су му уручили Инфантино и Емир Тамим ибн Хамад ел Тани. Са два гола у финалу срушио је рекорд Пелеа по броју голова којима је допринио са 21, постигавши 13 голова и уписавши осам асистенција. Финале је од стране многих описано као једно од најбољих свих времена, док су га медији представљали као дуел између Месија и Мбапеа. Након утакмице рекао је да неће завршити репрезентативну каријеру, изјавивши: „хоћу да наставим да играм као шампион.“

### 2023—данас: 100 голова за репрезентацију
У марту 2023. године, вратио се у Аргентину, гдје је играо двије пријатељске утакмице са репрезентацијом. У побједи од 2 : 0 против Панаме 23. марта, постигао је гол из слободног ударца, што му је био 99 гол за репрезентацију и 800 гол у каријери. Пет дана касније, постигао је хет-трик и уписао је асистенцију у побједи од 7 : 0 против Курасаоа; први гол који је постигао био му је стоти за Аргентину, чиме је постао трећи играч у историји који је постигао стотину голова за неку репрезентацију.

## Профил

### Стил игре
Пошто је био низак растом, имао је нижи центар гравитације од виших играча, што му даје већу окретност, омогућавајући му да брже мијења смјер и избјегава противничке покушаје одузимања лопте, због чега су га шпански медији назвали La Pulga Atómica („атомска бува“). Упркос томе што је физички ненаметљив, посједује значајну снагу горњег дијела тијела, што му, у комбинацији са ниским тежиштем и резултујућом равнотежом, помаже у издржавању физичког дуела са противницима; запажен је због тога што не фолира фаул у покушају да добије прекршај. Кратке, снажне ноге омогућавају му да се истакне у кратким налетима убрзања, док му брзо стопало омогућава да задржи контролу над лоптом када дрибла при брзини. Његов бивши тренер у Барселони — Пеп Гвардиола, изјавио је: „Меси је једини играч који са лоптом трчи брже него без ње.“ Иако је своју способност слабијег стопала побољшао од средине 20-их, претежно је љевоноги играч; обично започиње дриблинг спољном страном лијеве ноге, док унутрашњост стопала користи за ударце, пасеве и асистенције.
Као профилни голгетер, познат је по постизању голова, позиционирању, брзим реакцијама и способности да нападачки трчи да би побиједио одбрамбену линију. Такође функционише и на позицији плејмејкера, својом визијом и дометом додавања. Често је описиван као мађионичар, који види прилике за гол тамо гдје их наизглед нема. Познат је као добар извођач слободних удараца и пенала; пошто се његова стопа постизања голова из слободних удараца временом повећавала, развио се у једног од најбољих извођача слободних удараца на свијету.
Његов темпо и техничке способности, омогућују му да спроводи индивидуалне дриблинге у трку према голу, посебно у контранападима, обично крећући са десне стране центра терена. Сматра се најбољим дриблером на свијету у својој генерацији, као и једним од најбољих свих времена. Хваљећи његове способности, бивши селектор Аргентине — Дијего Марадона, изјавио је: „лопта остаје залијепљена за његово стопало; гледао сам сјајне играче током каријере, али никад нисам видио некога са контролом лопте као Меси.“ Поред индивидуалних квалитета, такође је познат као добар тимски играч, који ствара креативне комбинације, посебно са бившим саиграчима из Барселоне — Чавијем и Андресом Инијестом.
Тактички, игра улогу слободног нападача; као разноврстан играч, способан је да игра на обје стране као крилни нападач, али и на средини терена. Од дјетињства, омиљена позиција му је била да игра као плејмејкер, иза два нападача, али каријеру у Шпанији почео је на позицијама лијевог крилног нападача и другог нападача, по лијевој страни. Након првог дебија у првом тиму, менаџер — Франк Рајкард, пребацио га је на позицију десног крилног нападача; са те позиције, могао је лакше да пресијече одбрану на средини терена и упућује увијене шутеве на гол лијевом ногом, умјесто претежно дугих пасева за саиграче. Под Гвардиолом и другим тренерима у Барселони, претежно је играо на позицији лажне деветке, играјући као најистуренији играч који ослобађа простор у центру напада, тако што се враћа на средину терена и повлачи одбрамбене играче са собом, како би створио простор за пасеве, нападе осталих саиграча, сопствене дриблинге или комбинације са саиграчима, углавном са Чавијем и Инијестом. Под вођством Луиса Енрикеа, вратио се на десну страну, у формацији 4–3–3, током прве сезоне, док је касније чешће играо као плејмејкер. Под вођством тренера Ернеста Валвердеа, играо је на више позиција. Повремено је играо на позицији плејмејкера, одакле је могао да напада са центра према шеснаестерцу, а играо је и на позицији десног крилног нападача и као лажна деветка, а такође је играо више офанзивно, у формацији 4–2–3–1, или као други нападач у формацији 4–4–2, гдје је такође имао дозволу да се врати дубоко на средину терена, предводи напад и ствара шансе за првог нападача тима.
Како је његова каријера напредовала, а тенденција ка дриблингу мало се смањивала с годинама, почео је да диктира игром у дубљим дјеловима терена и развио се у једног од најбољих плејмејкера у историји фудбала. Његова стопа рада без лопте и одбрамбене одговорности такође су се смањивале како је његова каријера напредовала; покривајући мање простора на терену и умјесто тога штедећи енергију за кратке налете брзине, успио је да побољша своју ефикасност, покрет и позициону игру, а такође је успио да избјегне повреде мишића, упркос томе што је играо велики број мечева током одређене сезоне на досљедној основи. Док је на почетку каријере био склон повредама, касније је успио да смањи број повреда, трчећи мање на лопте и усвајајући строжију исхрану, режим тренинга и распоред спавања. Са репрезентацијом Аргентине, играо је на сличним позицијама као у клубу; под разним менаџерима, играо је на позицији десног крилног нападача, као лажна деветка, као други нападач, у споредној улози поред другог нападача, или у дубљој, слободној креативној улози класичног плејмејкера или као офанзивни везни, иза нападача.

### Пријем и поређење са Марадоном
„Видио сам играча који ће наслиједити моје мјесто у аргентинском фудбалу и његово име је Меси.“

– Дијего Марадона о осамнаестогодишњем Месију, у фебруару 2006.
Као велики таленат, брзо је постао један од најбољих фудбалера на свијету, прије 20 године. Дијего Марадона је о осамнаестогодишњем Месију рекао да је, заједно са Роналдињом, најбољи фудбалер на свијету, док је Роналдињо, након што је освојио Златну лопту, изјавио: „нисам најбољи чак ни у Барси.“ Четири године касније, када је Меси освојио прву Златну лопту, са рекордном разликом испред другопласираног, дебата о његовим квалитетима проширила се изнад савременог фудбала, а многи су изјавили да је можда најбољи фудбалер свих времена. Први наговјештај те дебате покренуо је Гвардиола 2009. године, када је изјавио да је Меси најбољи играч којег је икада видио. Наредних година, то мишљење су све више прихватали навијачи, тренери, као и бивши и тренутни фудбалери, а на крају сезоне у којој је Барселона освојила троструку круну по други пут, многи навијачи у Европи су истакли да је Меси супериорнији у односу на Марадону и Пелеа. Често оспоравање те теорије током година је било фокусирано на чињеницу да није освојио Свјетско првенство, као ниједан трофеј са Аргентином уопште, због чега су га многи означили као најбољим клупским играчем у историји. Након што је освојио Копа Америку 2021. године, што му је био први трофеј са репрезентацијом, критике су се значајно смањиле, а након што је освојио Свјетско првенство 2022. многи су истакли да је дефинитивно најбољи фудбалер свих времена и да више нема препрека.
Током каријере, често је упоређиван са покојним сународником Дијегом Марадоном, због њихових сличних стилова игре као омалених дриблера лијевом ногом. У почетку, био је само један од многих младих аргентинских играча, укључујући његовог дјечачког идола — Пабла Ајмара, који је добио надимак „Нови Марадона“, али како је његова каријера напредовала, доказивао је своју сличност и позиционирао се испред свих претходних претендената, успостављајући себе као највећег аргентинског фудбалера од Марадоне. Хорхе Валдано, који је освојио Свјетско првенство 1986. заједно са Марадоном, изјавио је у октобру 2013: „Меси је Марадона сваког дана. У последњих пет година, Меси је био Марадона са Свјетског првенства у Мексику.“ Сезар Меноти, који је предводио репрезентацију до побједе на Свјетском првенству 1978. изјавио је да Меси игра на нивоу најбољег Марадоне. Освалдо Ардилес, Хавијер Занети и Дијего Симеоне, изјавили су да сматрају да је Меси престигао Марадону као најбољи играч свих времена.
У аргентинском друштву, прије 2019. године, углавном је имао мање поштовање од Марадоне, што је била посљедица не само његових неуједначених наступа у репрезентацији, већ и разлика у класи, личности и поријеклу. На неки начин, постао је антитеза Марадони: Марадона је био екстровертна, контроверзна личност, која се из сиротињских четврти уздигла до величине, док је Меси суздржан и скроман, а по оцјени многих, изванредан човјек ван фудбала. Као трајни траг против њега у очима Аргентинаца, је чињеница да се, без своје кривице, никада није доказао у аргентинској Примери као талентовани играч, поставши звијезда у иностранству од малих ногу, док је његов недостатак спољне страсти за дресом Аргентине, јер до 2019. године није пјевао химну и није био склон емотивним приказима, раније довео до мишљења да се осјећао као Каталонац, а не истински Аргентинац. Упркос томе што живи у Шпанији од 13. године, изјавио је: „Аргентина је моја земља, моја породица, мој начин изражавања. Промијенио бих све своје рекорде како бих усрећио људе у својој земљи.“ Неколико стручњака и фудбалских личности, укључујући Марадону, такође су повремено испитивали Месијево вођство Аргентине, упркос његовој играчким способностима. Фудбалски стручњак из Јужне Америке — Тим Викери, истакао је да се поимање Месија међу Аргентинцима промијенило 2019. године, при чему је Меси свјесно настојао да постане „више један у групи, више Аргентинац“, а Викери је додао да ће послије освајања Свјетског првенства 2022. Меси имати поштовање од стране Аргентинаца као Марадона.

## Поређење са Кристијаном Роналдом
Међу својим савременим вршњацима, најчешће га упоређују са португалским нападачем — Кристијаном Роналдом, као дио континуираног ривалства које се упоређује са прошлим спортским ривалствима попут ривалства Мухамеда Алија и Џоа Фрејзера у боксу, Бјерна Борга и Џона Мекинроа и Роџера Федерера и Рафаела Надала у тенису, као и Ајртона Сене и Алана Проста у формули 1.
Иако је Меси неколико пута изјавио да нема никаквог ривалства, вјерује се да подстичу један другога у намјери да буду најбољи фудбалери на свијету. Од 2008, Меси је освојио Златну лопту седам пута, наспрам пет Роналда, шест награда за најбољег фудбалера по избору ФИФА, наспрам пет Роналда, као и шест Златних копачки наспрам четири Роналда. Сматрају се за двојицу најбољих фудбалера своје генерације, али такође, од бројних навијача, новинара и играча, означени су као двојица најбољих фудбалера у историји. Једни су од играча са највише освојених трофеја; до 2023. године, Меси је освојио 42, а Роналдо 34, док су обојица више пута постигли преко 50 голова у сезони. Обојица су током каријере, за клуб и репрезентацију, постигли преко 800 голова. Меси је 800 гол постигао 24. марта 2023. године, а Роналдо 2. децембра 2021. године. Током каријере, обојица су одиграли преко хиљаду утакмица; Меси је хиљадиту утакмицу одиграо 3. децембра 2022. године за Аргентину против Аустралије, док је Роналдо хиљадиту утакмицу одиграо 22. фебруара 2020. године, за Јувентус против Спала. Након што су обојица одиграли хиљадиту утакмицу у каријери, Меси је постигао 789 голова а Роналдо 725, Меси је уписао 348 асистенција а Роналдо 218, Меси је остварио 683 побједе а Роналдо 666.
Новинари и навијачи често расправљају о њиховим индивидуалним заслугама, у покушају да утврде ко је бољи; Меси је означен као један од најбољих дриблера свих времена, док је Роналдо оцијењен као прави вођа, са утицајем на битним утакмицама, посебно када је под притиском. Без обзира на разлике и лична свиђања, сви се слажу да су њих двојица најбољи играчи своје генерације.
Осим стила игре, дебате укључују и њихове физичке карактеристике, јер је Роналдо виши и има већу мишићну масу, као и супротне личности у јавности: Роналдо је пун самопоуздања и склон је фолирању, док је Меси скроман. Од сезоне 2009/10. до сезоне 2017/18. састајали су се барем два пута годишње у Ел класику, што је био један од најгледанијих спортских догађаја. Ван терена, њих двојица су ривали по питању зараде, спонзорства и базе навијача на друштвеним мрежама. Њих двојица су најплаћенији фудбалери на свијету, а такође се налазе међу најплаћенијим спортистима. Године 2018. њих двојица нашли су се на другом и трећем мјесту по заради, иза Флојда Мејведера, Меси је зарадио 111 милиона долара, док је Роналдо зарадио 108 милиона. Године 2020, поново су се нашли на другом и трећем мјесту по заради, иза Федерера: Роналдо је зарадио 105, а Меси 104 милиона. Њих двојица имају највећу базу навијача на друштвеним мрежама међу свим спортистима: до априла 2023. године, Роналдо има преко 162 милиона пратилаца на мрежи Facebook, наспрам 114 милиона Месија; док на мрежи Instagram, до априла 2023. године Роналдо има преко 558 милиона пратилаца, а Меси преко 439 милиона. Главни спонзор Месија је компанија Adidas, а Роналда Nike, ривалске компаније спортске опреме.
Након што је Меси освојио Свјетско првенство 2022. са Аргентином, многи су изјавили да је дебата о томе ко је бољи завршена.

## У популарној култури
Према часопису France Football, Меси је био најплаћенији фудбалер пет година од шест у периоду од 2009. до 2014. године; постао је први играч који је зарадио више од 40 милиона током једне године, када је 2013. зарадио 41 милион евра, а затим и први играч који је зарадио 50 и 60 милиона, када је 2014. зарадио 65 милиона евра. Током 2015. и 2016. био је на другом мјесту најплаћенијих спортиста на листи часописа Forbes, иза Кристијана Роналда, са зарадом од 81,4 милиона евра. Године 2018. постао је први играч који је зарадио преко 100 милиона, са укупно 126 милиона евра, комбиновано са платом, бонусима и зарадом од маркетинга, а био је најплаћенији спортиста и 2019. Од 2008. најплаћенији је играч Барселоне, а плата му је временом расла: од 7,8 милиона 2008. године до 13 милиона 2013. године, а са новим уговором који је потписао 2017. плата му је повећана на 667.000 недељно, док је за бонусе током година зарадио преко 60 милиона евра. Његова откупна клаузула од 2017. била је 700 милиона евра. Године 2020. постао је други фудбалер који је зарадио милијарду евра, након Кристијана Роналда.
Поред плате и бонуса, већина његове зараде долази од маркетинга; мрежа SportsPro, означила га је као једног од најпродаванијих спортиста на свијету сваке године откако су њихова истраживања започела 2010. Његов главни спонзор од 2006. је компанија спортске опреме —Adidas. Док је био у академији Барселоне, са 14 година је потписао уговор са компанијом Nike, а одлучио се на промјену након што је Adidas добио спор на суду око права на његов имиџ. Током времена постао је њихов главни бренд; од 2008. године  компанија је увела производњу копачки Adidas F50 са његовим потписом, док је 2015. постао први фудбалер који је добио свој бренд копачки — Adidas Messi. Од 2017. године носи последњу верзију модела копачки — Adidas Nemeziz. Године 2015. дрес Барселоне са Месијевим именом и бројем 10 био је најпродаванији дрес на свијету.
Као привредни субјект, Месијев маркетиншки бренд је био заснован искључиво на његовом таленту и достигнућима као фудбалера, за разлику од гламурознијих играча, као што су Кристијано Роналдо и Дејвид Бекам. На почетку каријере, углавном је имао спонзорске уговоре са компанијама које се баве спортским маркетингом, као што су Adidas, Pepsi и Konami. Од 2010. године, након све већих постигнућа у каријери, потписао је маркетиншке уговоре са разним компанијама и ван спорта, као што су: Dolce & Gabbana и Audemars Piguet. Такође, глобални је амбасадор за разне компаније, као што су: Gillette, Turkish Airlines, Ooredoo и Tata Motors. Био је заштитно лице за серију видео игара компаније Konami — Pro Evolution Soccer, гдје је био на омоту за игре PES 2009, PES 2010, PES 2011 и PES 2020. Године 2012. потписао је уговор са ривалском компанијом фудбалских видео игара — EA Sports, гдје је био заштитно лице за за њихову серију видео игара FIFA и био је на омоту за игре FIFA 13, FIFA 14, FIFA 15 и FIFA 16.
Његова глобална популарност и утицај су расли током година. Нашао се на листи 100 најутицајнијих људи, по избору часописа Time 2011. и 2012. године. Његова база навијача на друштвеној мрежи Facebook је једна од највећих међу свим јавним личностима. За седам сати откако је отворио своју страницу на мрежи у априлу 2011. године, сакупио је скоро седам милиона пратилаца, а до априла 2023. године, има више од 114 милиона пратилаца, по чему се налази на другом мјесту од спортиста, иза Кристијана Роналда и на десетом мјесту укупно. На друштвеној мрежи Instagram има преко 439 милиона пратилаца, по чему се налази на другом мјесту међу спортистима, иза Кристијана Роналда и трећем мјесту укупно. Слика са трофејом Свјетском првенства коју је објавио 18. децембра 2022. године, постала је слика са највише свиђања на друштвеној мрежи Instagram, са преко 70,5 милиона лајкова. Према анкети коју је 2014. године спровеле мрежа за спортско истраживање — Repucom, у 15 међународних маркета, за Месија је чуло 87% испитаника широм свијета, што га чини другим најпрепознатљивијим фудбалером икада, иза Роналда и најпрепознатљивијим фудбалером у свом активном периоду.
Златна реплика његовог лијевог стопала, тешка 25 kg и процијењена на 5,25 милиона долара, продата је у Јапану, у марту 2013. године, како би се прикупила средства за жртве земљотреса и цунамија у Тохоку 2011. Реклама авио компаније Turkish Airlines 2013. у којој учествује у селфи такмичењу са Кобијем Брајантом, тада кошаркашем Лос Анђелес лејкерса, била је најгледанија реклама на мрежи YouTube у години када је изашла, са 137 милиона прегледа и изгласана је за најбољу рекламу за деценију 2005—2015. Организација World Press Photo изабрала је слику „Последња игра“, фотографију Месија како гледа трофеј Свјетског првенства, након пораза у финалу од Њемачке на првенству 2014. као спортску слику за 2014. годину. Документарни филм о његовом животу — Меси, који је режирао Алекс де ла Иглесија, премијерно је приказан на филмском фестивалу у Венецији у августу 2014. године. Након што је рођено у зоолошком врту у Саранску, у Мордовији, младунче пуме је добило име Меси и постало је популарно на друштвеним мрежама.
У јуну 2021. године постао је амбасадор бренда Хард Рок Кафеа, са којим је потписао петогодишњи уговор, након чега је изјавио: „спорт и музика су саставни дио мог живота. Част је бити први спортиста који је партнер са брендом који има историју удруживања са музичким легендама.“ У мају 2022. године, представљен је као туристички амбасадор Саудијске Арабије, са којом је потписао уговор за 25 милиона фунти, а због лошег стања људских права у земљи, многи су критиковали његов потез, сматрајући да Саудијска Арабија хоће да поправи своју репутацију преко спорта. У августу 2022. године, породица Мохамеда ел Фараџа је позвала Месија да интервенише у име њиховог сина након што је ухапшен 2017. са 15 година због злочина против саудијског режима и осуђен је на смртну казну. У априлу 2023. године, власти Саудијске Арабије су одустале од спровођења казне, након бројних петиција и позива удружења за борбу за људска права.

## Приватни живот

### Породица
Од 2008, у вези је са Антонелом Рокуцо, сународницом из Росарија. Њих двоје познају се откако је Меси имао пет година, јер је она рођака његовог најбољег пријатеља из дјетињства — Лукаса Скаље, који је такође фудбалер. Након што су крили везу од јавности годину дана, први пут је потврдио да су заједно у јануару 2009, у интервјуу, након чега су се појавили заједно у јавности током карневала у Сиџесу, послије утакмице између Барселоне и Еспањола.

„Лео није стидљив. Он је затворен. Он је резервисан.“

– Ендокринолог — др. Дијего Шварцстајн, који је лијечио поремећај хормона раста који је Меси имао од 1997. до 2001.
Меси и Рокуцо имају три сина: првог сина, Тијага, добили су 2012. године, док су 2015. добили другог сина, коме су дали име Матео, а 2018. добили су трећег сина — Чира. Како би прославио то што му је жена трудна по први пут, у току утакмице између Аргентине и Еквадора, у побједи од 4:0, 2. јуна 2012, након што је постигао гол, ставио је лопту испод мајице, а двије недеље касније, потврдио је да му је жена трудна. Тијаго је рођен у Барселони, 2. новембра 2012, а Меси је присуствовао његовом рођењу, након што је добио дозволу из Барселоне да пропусти тренинг. Рођење сина објавио је на друштвеној мрежи Facebook, гдје је написао: „данас, ја сам најсрећнији човјек на свијету, мој син се родио и захваљујем Богу на том поклону!“ Тијагово име и отисак руке истетовирани су му на листу лијеве ноге. У априлу 2015, објавио је да очекују друго дијете. Пропустио је тренинг пред утакмицу против Атлетико Мадрида како би присуствовао рођењу другог сина, Матеа, 11. септембра. На дан 30. јуна 2017, њих двоје су се вјенчали у луксузном хотелу Сентрал сити, са око 260 званица. На дан 15. октобра 2017, његова жена је у Instagram посту објавила да очекују треће дијете, написавши „породица од 5“. На дан 10. марта 2018, пропустио је утакмицу против Малаге, како би присуствовао рођењу трећег сина — Чира.
Има блиске односе са свим члановима породице, посебно са мајком Селијом, чије лице је истетовирао на рамену лијеве руке. Његове професионалне послове обављају чланови његове породице; његов отац — Хорхе, је његов агент, док његов старији брат — Родриго, води рачуна о његовом распореду и публицитету. Његова мајка и други брат — Матијас, управљају његовом добротворном организацијом — фондацијом Лео Меси и брину о пословима у Росарију.
Након што се преселио у Шпанију са 13 година, наставио је да одржава блиске везе са родним градом, очувајући и специфични акценат из Росарија. Задржао је власништво над старом породичном кућом, иако не живе у њој; посједује пентхаус апартман у ексклузивној згради за своју мајку, као и породичну кућу ван града. Када је дошао на тренинг у Буенос Ајресу, са репрезентацијом, одмах након тренинга отишао је аутомобилом у Росарио, у вожњи дугој око три сата, како би вечерао са породицом и провео ноћ са њима, након чега се сјутрадан вратио у Буенос Ајрес на тренинг. Одржава контакте преко телефона и порука са малом групом становника Росарија, међу којима су чланови тима „Машин 87“, како је назван млади тим Њуелс олд бојса у којем је играо. Док је играо у Барселони, живио је у Кастељдефелсу, селу близу Барселоне. Био је у лошим односима с клубом након преласка у Барселону, али до 2012. њихова јавна свађа се завршила, Њуелс је прихватио везе са Месијем, а касније је и издао чланску карту клуба његовом новорођеном сину — Тијагу, 72 сата након рођења. Дуго је планирао да се врати у Росарио како би завршио каријеру у Њуелсу. Има држављанство Аргентине, Италије и Шпаније. Његова омиљена јела су традиционални јужноамерички роштиљ асадо, миланеса и паста, а такође воли чај мате.
Према генеолошком истраживању, које је спровео часопис Diari Segre 2011. године, Меси и његов бивши саиграч — Бојан Кркић су рођаци по четвртом кољену. Истраживање је имало велику покривеност у шпанским медијима, објавили су га сва четири главна спортска часописа, као и новине које покривају генералне теме, као што су ABC и La Vanguardia.

### Филантропија
Током каријере, био је укључен у више добротворних организација за рањиву дјецу, а од 2004. године доприноси уницефу, организацији посвећеној дјеци, са којом је Барселона повезана. Био је амбасадор добре воље Уницефа од 2010. године, а први задатак обавио је четири мјесеца након што је постављен, када је отпутовао на Хаите како би подигао свијест јавности о тешкој ситуацији дјеце у земљи након земљотреса 2010. Од тада, учествује у кампањама за превенцију ХИВ-а, образовање и друштвено укључење дјеце са инвалидитетом. Да би прославили први рођендан свог сина, у новембру 2013. Меси и Тијаго били су дио рекламне кампање за подизање свијести о стопи смртности међу дјецом у неповољном положају.
Поред свог рада са Уницефом, основао је и своју добротворну организацију — Фондација Лео Меси, која подржава приступ здравственој заштити, образовању и спорту за дјецу. Основана је 2007. године, након посјете Месија болници за неизљечиво болесну дјецу у Бостону, што је на њега оставило велики утисак и одлучио је да дио своје зараде уложи у друштво. Преко своје фондације, додијелио је стипендије за истраживање, финансирао медицинску обуку и инвестирао у развој медицинских центара и пројеката у Аргентини, Шпанији и другде у свијету. Поред сопствених активности прикупљања средстава, попут његових глобалних фудбалских утакмица „Меси и пријатељи“, његова фондација добија финансијску подршку од различитих компанија са којима је склопио уговор о одобрењу коришћења његовог имена, а Adidas је био њихов главни спонзор.
Уложио је новац у омладински фудбал у Аргентини; финансијски подржава Сармијенто, фудбалски клуб са сједиштем у четврти Росарио гдје је рођен, обавезујући се 2013. године на обнову њихових објеката и постављање терена за све временске прилике. Такође, финансира управу неколико омладинских играча у Њуелс олд бојсу и ривалском клубу Росарио сентралу, као и у Ривер Плејту и Боки јуниорс. У клубу у којем је играо у дјетињству — Њуелс олд бојсу, финансирао је изградњу нове гимнастичке сале и спаваонице у склопу стадиона, за млађе категорије 2012. године. Његов бивши тренер у академији Њуелса — Ернесто Вечио, запослен је у фондацији Лео Меси, као агент за проналажење талената међу младим играчима. На дан 7. јуна 2016, добио је парницу против часописа La Razón, због клевете и добио је 65.000 евра одштете, које је донирао добротворној организацији Љекари без граница. Донирао је милион евра за борбу против корона вируса, што је подијељено између клиничког центра у Барселони и болница у Аргентини. Поред тога, заједно са саиграчима из Барселоне, објавио је да ће му плата бити 70% мања, због кризе изазване вирусом, а додатно је финансирао клуб како би могли да исплате све запослене.
У новембру 2016. године, када је фудбалски савез Аргентине био у проблему због економске кризе, објављено је да су три члана обезбјеђења репрезентације рекли Месију да нису примили плату шест мјесеци, након чега им је он исплатио све заостале плате. У фебруару 2021. године, донирао је музеју у Каталонији копачке које је носио када је постигао 644 гол за Барселону, којим је оборио рекорд Пелеа по броју голова за један клуб, а копачке су касније продате на аукцији за прикупљање средстава за помоћ дјеци са раком.
Прије почетка Копа Америке 2021. у Уругвају, донирао је три потписане мајице кинеској фармацеутској компанији Sinovac Biotech, чији су директори говорили да му се диве, како би осигурао 50.000 доза њихове вакцине против ковида 19 — коронавак, са циљем да се вакцинишу сви јужноамерички фудбалери. Договор у којем је посредовао предсједник Уругваја Луис Лакаље Поу, и према којем је приоритет дат фудбалерима изазвао је одређене контроверзе с обзиром на широко распрострањену несташицу вакцина у региону, при чему је градоначелник Канелонеса, града у Уругвају — Јаманду Орси, изјавио: „као што је предсједник показао сарадњу са Конмеболом на вакцинацији за Копа Америку, он би исто тако могао да има исту пажњу према Канелонесу.“

### Утаја пореза
Године 2013. нашао се под истрагом због утаје пореза. Према наводима, користио је офшор компаније у пореским рајевима — Уругвају и Белизеу, како би утајио 4,1 милион евра зарађених од спонзорских уговора у периоду од 2007. до 2009. године. У Панамским папирима објављено је да лажна, неименована компанија припада породици Меси. У августу 2013. Меси, који је тврдио да не зна ништа о томе, добровољно је платио 5,1 милион евра. На дан 6. јула 2016. године, он и његов отац проглашени су кривим за превару и осуђени су на затворску казну од 21 мјесец, уз обавезу да плате 1,5 и 1,4 милиона евра казне. Када је свједочио пред судијом, изјавио је: „само сам играо фудбал. Потписао сам уговоре јер сам вјеровао оцу и адвокатима и одлучили смо да се они брину о тим стварима.“ Ипак, није морао да иде у затвор, јер према закону у Шпанији, за затворске казне мање од двије године, могуће је постићи нагодбу.

## Статистика каријере

### Клубови
Ажурирано након утакмице игране 15. априла 2023.
| Клуб              | Сезона            | Лига              | Лига  | Лига | Куп   | Куп  | Континентално | Континентално | Остало | Остало | Укупно | Укупно |
| Клуб              | Сезона            | Лига              | Утак. | Гол. | Утак. | Гол. | Утак.         | Гол.          | Утак.  | Гол.   | Утак.  | Гол.   |
| ----------------- | ----------------- | ----------------- | ----- | ---- | ----- | ---- | ------------- | ------------- | ------ | ------ | ------ | ------ |
| Барселона Ц       | 2003/04.          | Терсера           | 10    | 5    | —     | —    | —             | —             | —      | —      | 10     | 5      |
| Барселона Ц       | Укупно            | Укупно            | 10    | 5    | —     | —    | —             | —             | —      | —      | 10     | 5      |
| Барселона Б       | 2003/04.          | Сегунда Б         | 5     | 0    | —     | —    | —             | —             | —      | —      | 5      | 0      |
| Барселона Б       | 2004/05.          | Сегунда Б         | 17    | 6    | —     | —    | —             | —             | —      | —      | 17     | 6      |
| Барселона Б       | Укупно            | Укупно            | 22    | 6    | —     | —    | —             | —             | —      | —      | 22     | 6      |
| Барселона         | 2004/05.          | Ла лига           | 7     | 1    | 1     | 0    | 1             | 0             | —      | —      | 9      | 1      |
| Барселона         | 2005/06.          | Ла лига           | 17    | 6    | 2     | 1    | 6             | 1             | 0      | 0      | 25     | 8      |
| Барселона         | 2006/07.          | Ла лига           | 26    | 14   | 2     | 2    | 5             | 1             | 3      | 0      | 36     | 17     |
| Барселона         | 2007/08.          | Ла лига           | 28    | 10   | 3     | 0    | 9             | 6             | —      | —      | 40     | 16     |
| Барселона         | 2008/09.          | Ла лига           | 31    | 23   | 8     | 6    | 12            | 9             | —      | —      | 51     | 38     |
| Барселона         | 2009/10.          | Ла лига           | 35    | 34   | 3     | 1    | 11            | 8             | 4      | 4      | 53     | 47     |
| Барселона         | 2010/11.          | Ла лига           | 33    | 31   | 7     | 7    | 13            | 12            | 2      | 3      | 55     | 53     |
| Барселона         | 2011/12.          | Ла лига           | 37    | 50   | 7     | 3    | 11            | 14            | 5      | 6      | 60     | 73     |
| Барселона         | 2012/13.          | Ла лига           | 32    | 46   | 5     | 4    | 11            | 8             | 2      | 2      | 50     | 60     |
| Барселона         | 2013/14.          | Ла лига           | 31    | 28   | 6     | 5    | 7             | 8             | 2      | 0      | 46     | 41     |
| Барселона         | 2014/15.          | Ла лига           | 38    | 43   | 6     | 5    | 13            | 10            | —      | —      | 57     | 58     |
| Барселона         | 2015/16.          | Ла лига           | 33    | 26   | 5     | 5    | 7             | 6             | 4      | 4      | 49     | 41     |
| Барселона         | 2016/17.          | Ла лига           | 34    | 37   | 7     | 5    | 9             | 11            | 2      | 1      | 52     | 54     |
| Барселона         | 2017/18.          | Ла лига           | 36    | 34   | 6     | 4    | 10            | 6             | 2      | 1      | 54     | 45     |
| Барселона         | 2018/19.          | Ла лига           | 34    | 36   | 5     | 3    | 10            | 12            | 1      | 0      | 50     | 51     |
| Барселона         | 2019/20.          | Ла лига           | 33    | 25   | 2     | 2    | 8             | 3             | 1      | 1      | 44     | 31     |
| Барселона         | 2020/21.          | Ла лига           | 35    | 30   | 5     | 3    | 6             | 5             | 1      | 0      | 47     | 38     |
| Барселона         | Укупно            | Укупно            | 520   | 474  | 80    | 56   | 149           | 120           | 29     | 22     | 778    | 672    |
| Париз Сен Жермен  | 2022/22.          | Лига 1            | 26    | 6    | 1     | 0    | 7             | 5             | —      | —      | 34     | 11     |
| Париз Сен Жермен  | 2022/23.          | Лига 1            | 28    | 15   | 1     | 0    | 7             | 4             | 1      | 1      | 37     | 20     |
| Париз Сен Жермен  | Укупно            | Укупно            | 54    | 21   | 2     | 0    | 14            | 9             | 1      | 1      | 71     | 31     |
| Укупно у каријери | Укупно у каријери | Укупно у каријери | 606   | 506  | 82    | 56   | 163           | 129           | 30     | 23     | 881    | 714    |

1. ↑  Укључује Куп краља и Куп Француске
2. ↑  Укључује Лигу шампиона
3. ↑  Један наступ у УЕФА суперкупу, два наступа у Суперкупу Шпаније
4. ↑  Један наступ у УЕФА суперкупу, један наступ и два гола у Суперкупу Шпаније, два наступа и два гола у Свјетском клупском првенству
5. 1 2 3 4 5 6 7 8  Наступ(и) у Суперкупу Шпаније
6. ↑  Један наступ и један гол у УЕФА суперкупу, два наступа и три гола у Суперкупу Шпаније, два наступа и два гола у Свјетском клупском првенству
7. ↑  Један наступ и два гола у УЕФА суперкупу, два наступа и један гол у Суперкупу Шпаније, један наступ и један гол у Свјетском клупском првенству
8. ↑  Наступ у Суперкупу Француске

### Репрезентација
Ажурирано након утакмице игране 29. марта 2023.
| Репрезентација | Година | Наступи | Голови |
| -------------- | ------ | ------- | ------ |
| Аргентина      |        |         |        |
| 2005.          | 5      | 0       |        |
| 2006.          | 7      | 2       |        |
| 2007.          | 14     | 6       |        |
| 2008.          | 8      | 2       |        |
| 2009.          | 10     | 3       |        |
| 2010.          | 10     | 2       |        |
| 2011.          | 13     | 4       |        |
| 2012.          | 9      | 12      |        |
| 2013.          | 7      | 6       |        |
| 2014.          | 14     | 8       |        |
| 2015.          | 8      | 4       |        |
| 2016.          | 11     | 8       |        |
| 2017.          | 7      | 4       |        |
| 2018.          | 5      | 4       |        |
| 2019.          | 10     | 5       |        |
| 2020.          | 4      | 1       |        |
| 2021.          | 16     | 9       |        |
| 2022.          | 14     | 18      |        |
| 2023.          | 2      | 4       |        |
| Укупно         | Укупно | 174     | 102    |

## Успјеси

### Клупски
Барселона
- Ла лига (10): 2004/05, 2005/06, 2008/09, 2009/10, 2010/11, 2012/13, 2014/15, 2015/16, 2017/18, 2018/19
- Куп краља (7): 2008/09, 2011/12, 2014/15, 2015/16, 2016/17, 2017/18, 2020/21
- Суперкуп Шпаније (8): 2005, 2006, 2009, 2010, 2011, 2013, 2016, 2018
- Лига шампиона (4): 2005/06, 2008/09, 2010/11, 2014/15
- УЕФА суперкуп (3): 2009, 2011, 2015
- Свјетско клупско првенство (3): 2009, 2011, 2015

Париз Сен Жермен
- Лига 1 (2): 2021/22, 2022/23.
- Суперкуп Француске (1): 2022.

Интер Мајами
- Амерички Лига куп (1): 2023.

### Репрезентација
Аргентина
- Светско првенство (1): 2022.
- Копа Америка (2): 2021, 2024.
- КОНМЕБОЛ–УЕФА куп шампиона (1): 2022.

Аргентина до 20 година
- Свјетско првенство за играче до 20 година (1): 2005

Аргентина до 23 године
- Олимпијске игре (1): 2008

### Индивидуално
- Златна лопта/Фифина Златна лопта (8): 2009, 2010, 2011, 2012, 2015, 2019, 2021, 2023[277][718][719]
- ФИФА фудбалер године/Фифина Златна лопта/Најбољи ФИФА фудбалер (6): 2009[719] 2010, 2011, 2012, 2015, 2019[268]
- Златна лопта на Свјетском првенству (2): 2014,[720] 2022[721]
- Златна копачка (6): 2009/10, 2011/12, 2012/13, 2016/17, 2017/18, 2018/19[157][224][243][261]
- Златна лопта на Копа Америци (2): 2015,[722] 2021[723]
- УЕФА фудбалер године (2): 2011, 2015[192]
- Најбољи играч Ла лиге (6): 2008/09, 2009/10, 2010/11, 2011/12, 2012/13, 2014/15[724][725][726]
- Најбољи стријелац Ла лиге (трофеј Пичичи) (7): 2009/10, 2011/12, 2012/13, 2016/17, 2017/18, 2018/19, 2019/20, 2020/21[727][728][729]
- Златна лопта на Свјетском клупском првенству (2): 2009, 2011[730]
- Златни дјечак: 2005[56]
- најбољих 11 (16): 2007, 2008, 2009, 2010, 2011, 2012, 2013, 2014, 2015, 2016, 2017, 2018, 2019, 2020, 2021, 2022[731]
- фудбалер деценије 2011–2020[732]
- Аргентински спортиста деценије 2011-2020: 2021[733]
- Тим снова часописа France Football: 2020[734]
- Лауреус свјетски спортиста године (1): 2020[735]